# Bell UH-1 Iroquois
El UH-1 Iroquois es un helicóptero militar utilitario, de tamaño medio y servicio polivalente, desarrollado por el fabricante estadounidense Bell Helicopter para las Fuerzas Armadas de los Estados Unidos. Fue el primer helicóptero propulsado con un motor turboeje que utilizaron las Fuerzas Armadas estadounidenses. Comenzó su desarrollo en el año 1955 a partir de las pruebas del Ejército de los Estados Unidos con un Bell Model 47 modificado.
Existen numerosas variantes de este helicóptero, entre las que destacan tres grupos distintos: los modelos de un único motor y cabina corta, los de un único motor y cabina larga, y los de dos motores; estos modelos fueron comercializados por Bell Helicopter para su uso civil bajo las designaciones Bell 204, Bell 205 y Bell 212 respectivamente.
Este helicóptero se usó con fines militares por primera vez en el año 1959 y se puso en producción en 1962 bajo la designación UH-1 (Utility Helicopter-1) y el sobrenombre Iroquois (en honor al pueblo iroqués), pero es ampliamente conocido como Huey, y el modelo bimotor, Bell UH-1N Iroquois, como Twin Huey. Se trata de uno de los helicópteros de más éxito de la historia, con más de 16 000 unidades producidas en total. Es famoso por su participación en la guerra de Vietnam, en la que fueron usadas alrededor de 7000 unidades. El Huey fue ampliamente exportado por todo el mundo y continúa en servicio en muchas fuerzas militares, entre ellas el Cuerpo de Marines de los Estados Unidos. La versión más moderna del Iroquois es el Bell UH-1Y Venom.

## Desarrollo de las variantes

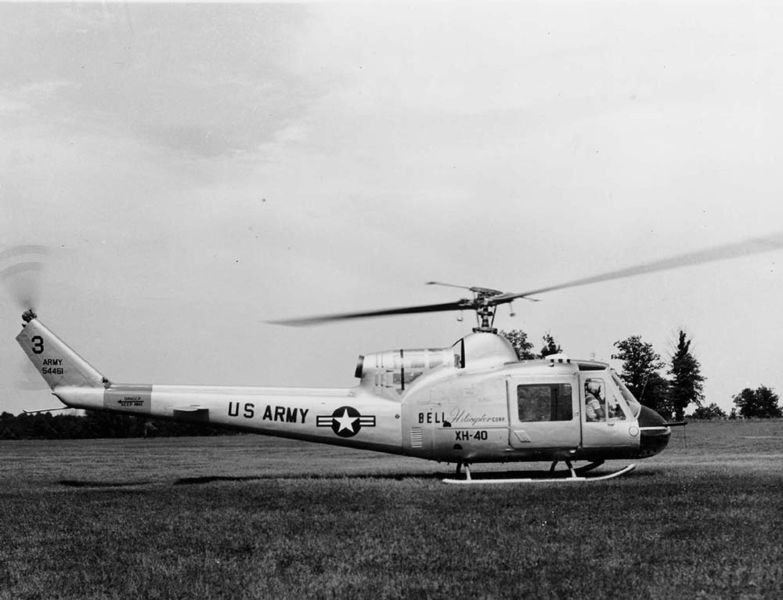
El Bell XH-40, el prototipo del UH-1 y del Bell 204.

Los primeros helicópteros estaban propulsados por motores de pistón. A principios de los años 50, sin embargo, los turborreactores ya eran usados en muchos aviones y los diseñadores de aeronaves empezaron a considerar su uso en los helicópteros. Los turborreactores son mejores porque, aunque son costosos de fabricar, tienen una larga vida útil y son extremadamente ligeros para su alta potencia, en comparación con los motores de pistón.

### Prototipos XH-40 e YH-40
El primer helicóptero estadounidense en usar un motor turboeje fue un Bell Model 47 modificado, designado XH-13F, que realizó el primer vuelo en octubre de 1954. Después de ver el XH-13F, en 1955 el Ejército de Estados Unidos, con ansia de obtener un helicóptero MEDEVAC (de evacuación médica) potente, concedió a Bell Helicopter el contrato para desarrollar un helicóptero turboeje de nueva generación. Este prototipo de helicóptero fue designado XH-40 por el Ejército y Model 204 por la compañía Bell para su posterior comercialización. El primer XH-40 voló el 22 de octubre de 1956, y en 1957 fueron construidos dos prototipos más.
En 1958 fueron probados seis helicópteros YH-40 de evaluación. Después de las pruebas, Bell creyó que el YH-40 era ideal para el transporte de tropas y carga de mercancía, así como también lo era en el papel de MEDEVAC. Una visión rápidamente adoptada por el Ejército, que encontró este helicóptero en fase de preproducción mucho mejor que los helicópteros de pistón anteriores en servicio y pronto encargó más unidades.

### Variantes del Bell 204

#### UH-1A

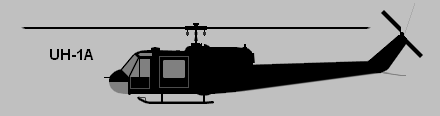
El UH-1A fue una variante del Bell 204 para el Ejército de los Estados Unidos.

El HU-1A (posteriormente redesignado UH-1A), o modelo "Alpha" en el alfabeto fonético de la OTAN, fue el primer helicóptero estadounidense con motor turboeje en entrar en producción. El helicóptero fue originalmente designado HU-1A, y fue esta designación lo que provocó que recibiera el apodo "Huey". Este apodo hizo que el nombre oficial del Ejército para la serie, "Iroquois" (los helicópteros del Ejército estadounidense reciben tradicionalmente nombres de pueblos aborígenes norteamericanos), en la práctica no fuese utilizado casi nunca.
En 1960, 14 de los UH-1A del pedido original fueron designados como TH-1A, usados para entrenamiento de tripulaciones, y otro helicóptero fue redesignado XH-1A, este último para hacer pruebas con lanzagranadas.
Los primeros modelos producidos entraron en servicio con la 101.ª División Aerotransportada en Fort Lewis, Washington, con la 82.ª División Aerotransportada y con el 57.º Destacamento Médico. Aunque sólo fueron entregados para evaluación, el Ejército rápidamente los puso en servicio operacional y los Huey llegaron a Vietnam con el 57.º Destacamento Médico en marzo de 1962. Los siguientes UH-1A en llegar a Vietnam después del 57.º Destacamento Médico fueron con una nueva unidad de pruebas, la Compañía de Transporte Táctico Utilitario del Ejército de Estados Unidos (UTTCO por sus siglas en inglés). La UTTCO tenía 20 UH-1A desplegados en Vietnam a finales de 1962. Estas aeronaves fueron usadas como escolta armada de los helicópteros de transporte de tropas H-21 Shawnee y H-34 Choctaw desplegados en el conflicto anteriormente.
El uso en combate del UH-1A demostró que la potencia de su motor Lycoming T53-L-1, de solo 860 hp, no era suficiente, e indicó la necesidad de mejorar este aspecto del helicóptero en los siguientes modelos del Huey.

#### UH-1B

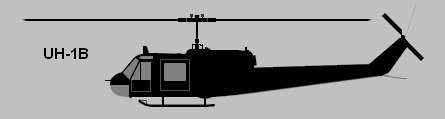
El UH-1B fue una variante del Bell 204 para el Ejército de los Estados Unidos.

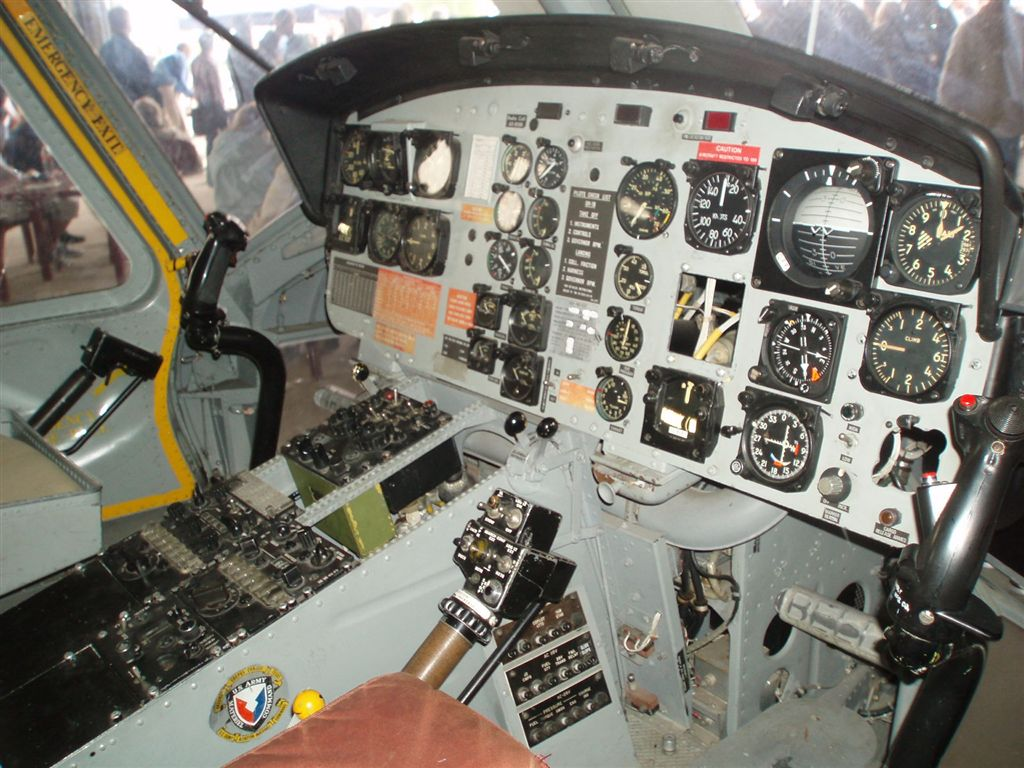
Interior de la cabina de un UH-1B.

El HU-1B, o modelo "Bravo", fue un modelo mejorado con un nuevo motor Lycoming T53-L-5 de 960 hp de potencia, un rotor principal de nuevo diseño y una cabina más larga que podía acomodar a siete pasajeros. El nuevo rotor tenía el mástil 32,5 centímetros más alto y las palas medían 13,41 metros de diámetro y 525 mm de cuerda (ancho de ala en aeronáutica).
Esta versión fue redesignada UH-1B en 1962. Los UH-1B producidos posteriormente fueron equipados con motores Lycoming T53-L-9 y L-11 de 1100 hp de potencia. El peso máximo del helicóptero cargado era de 3855 kg y el peso en vacío de 2047 kg; por tanto, podía transportar una carga útil de hasta 1808 kg.
Fue producido un helicóptero NUH-1B para ser modelo de pruebas y el Ejército de Estados Unidos comenzó a probar el modelo "B" en noviembre de 1960. La primera aeronave producida llegó en marzo de 1961 y la producción finalizaría años más tarde, con un total de 1010 modelos "Bravo" entregados al Ejército. El primer despliegue del modelo "Bravo" fue en noviembre de 1963, cuando once helicópteros fueron enviados a Vietnam para unirse a los modelos "Alpha" ya en uso por parte de la UTTCO (Compañía de Transporte Táctico Utilitario).
Bell realizó una versión civil del UH-1B, incorporando algunas mejoras menores de seguridad, como los cierres de las puertas. El helicóptero civil fue comercializado como Bell 204B.

#### UH-1C

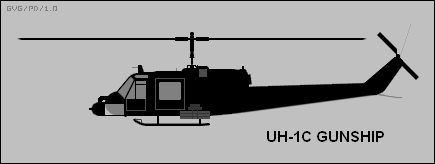
El UH-1C fue una variante del Bell 204 para el Ejército de Estados Unidos y fue usado como helicóptero artillado.

El UH-1C, o modelo "Charlie", fue preparado principalmente como versión artillada del Huey hasta que el verdadero helicóptero de ataque, en ese momento todavía en desarrollo, el Bell AH-1G Huey Cobra, estuviera disponible, y también para corregir las deficiencias el UH-1B cuando era usado en misiones de ataque. El UH-1C en servicio con el Ejército de Estados Unidos fue ampliamente conocido como "Huey Hog" (que significa "Huey Cerdo").
El modelo "Charlie" fue equipado con los modelos de motor Lycoming T53-L-9 o L-11 de 1100 hp que garantizaban la potencia de empuje necesaria para levantar el sistema de armas en uso o bajo desarrollo en ese momento. Incorporó el nuevo sistema de rotor Bell 540 con palas de 686 mm de cuerda. El incremento de potencia llevó a los ingenieros de Bell a diseñar una nueva cola para el modelo "C", que incorporó una viga más larga con el timón de dirección ensanchado y los estabilizadores horizontales alargados. El modelo "C" también introdujo un sistema de control hidráulico doble para paliar las posibilidades de rotura en combate y un sistema de filtros en la admisión de aire mejorados para las condiciones con mucho polvo que se daban en el Sureste Asiático. La capacidad para combustible fue incrementada a 916 l y el peso máximo del helicóptero alcanzó los 4309 kg, permitiendo una carga útil de hasta 2120 kg.
El desarrollo del modelo "C" comenzó en 1960 y entró en producción en junio de 1966. Fueron fabricados un total de 766 unidades UH-1C, incluyendo cinco para la Marina Real Australiana (designados N9) y cinco para Noruega; el resto fueron para el Ejército de Estados Unidos.
A muchos de los UH-1C existentes posteriormente les cambiaron el motor que tenían por el Lycoming T53-L-13 de 1400 hp y fueron redesignados UH-1M.

#### UH-1E

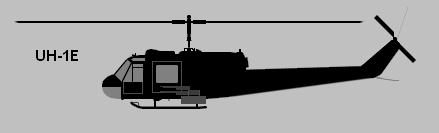
El UH-1E fue una variante del Bell 204 para el Cuerpo de Marines de los Estados Unidos.

En 1962, el Cuerpo de Marines de los Estados Unidos organizó un concurso para elegir un nuevo helicóptero para apoyo de asalto y reemplazar al helicóptero Kaman OH-43D y al avión de reconocimiento Cessna O-1 en esa misión. El ganador fue el modelo UH-1B de Bell Helicopter, que ya estaba en servicio con el Ejército de Estados Unidos.
El UH-1B fue desarrollado en un modelo especial para cumplir los requisitos del Cuerpo de Marines; este nuevo modelo fue designado UH-1E o modelo "Echo". Los principales cambios incluyeron el uso exclusivo de aluminio en la construcción para resistir la corrosión (los primeros UH-1 tenían algunos componentes de magnesio), aviónica especial para que fuese compatible con las frecuencias terrestres del Cuerpo de Marines, un freno de rotor para detener el rotor rápidamente en un aterrizaje destinado a recoger personal y un cabrestante para rescate fijado en el techo.
El UH-1E realizó el primer vuelo el 7 de octubre de 1963 y las entregas comenzaron el 21 de febrero de 1964, con 192 unidades producidas. El modelo "E" fue producido en dos versiones diferentes, aunque ambas con la misma designación UH-1E, debido a que Bell estaba cambiando la producción (para el Ejército) del modelo "Bravo" al "Charlie", y la línea de producción del modelo "E" también fue cambiada junto al modelo "C". Este cambio supuso que los primeros 34 UH-1E producidos tuvieran la estructura del UH-1B y el motor Lycoming T53-L-11 de 1100 hp. En cambio, los Huey "Echo" producidos posteriormente fueron completados con el estilo de cola del "Charlie": alerón largo, sistema de rotor 540 y peso máximo de 3855 kg.
Los Marines usaron el UH-1E como helicóptero artillado y como transporte de tropas. Posteriormente, muchos fueron actualizados con el motor Lycoming T53-L-13 de 1400 hp de potencia, haciendo de esos "Echo" modelos similares a los "Mike" del Ejército. Al menos 126 helicópteros UH-1E sobrevivieron a su servicio en la Guerra de Vietnam y continuaron en uso más de una década.
También hubo una versión de entrenamiento del UH-1E en el Cuerpo de Marines, que estaba basada en el modelo UH-1C y que fue designada TH-1E, de la que fueron entregadas 20 unidades en el año 1965.

#### UH-1F

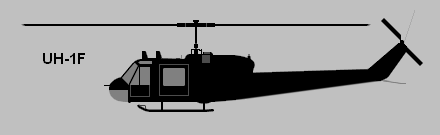
El UH-1F fue una variante del Bell 204 para la Fuerza Aérea de los Estados Unidos.

Bell Helicopter fue el fabricante ganador de un concurso organizado por la Fuerza Aérea de los Estados Unidos en el año 1963 para fabricar un helicóptero de apoyo destinado a sus bases de misiles. Inicialmente, este modelo fue designado como UH-48 por la USAF.
Bell había propuesto el modelo UH-1B, pero la Fuerza Aérea pidió a Bell que desarrollase una versión especial del modelo "Bravo", usando el motor General Electric T58. La Fuerza Aérea ya tenía un gran inventario de esos motores para su flota de helicópteros de rescate Sikorsky HH-3 Jolly Green Giant y quería que los dos helicópteros los tuviesen en común. Este motor tenía una potencia de 1250 hp (932 kW), a diferencia de los 1100 hp (820 kW) que tenía el Lycoming T53-L-11 del UH-1B.
En respuesta, Bell propuso una versión actualizada del UH-1B con el motor T58 instalado. El resultante UH-1F tenía la cabina corta del modelo Huey "Bravo", pero se le añadieron las siguientes actualizaciones del modelo "Delta": la viga de cola larga, el rotor y la transmisión. Debido a la configuración del Huey, Bell le instaló el motor T58 más atrás en comparación con el HH-3. El motor del Huey está detrás de la transmisión, mientras que los motores del HH-3 están delante de la transmisión. Externamente, las únicas diferencias visibles con el UH-1B eran el escape para gases del motor, que fue cambiado al lado derecho del motor, y la viga de cola más larga.
El UH-1F fue introducido en el inventario de la Fuerza Aérea el 20 de febrero de 1964. La producción de los 119 helicópteros encargados finalizó en 1967. Muchos de los helicópteros sirvieron en el sureste asiático con el 20º Escuadrón de Operaciones Especiales y algunos fueron convertidos a la configuración UH-1P armados.
En Italia, Agusta fabricó un modelo similar equipando al 204B con el motor Rolls-Royce Gnome de 1225 hp (914 kW) y posteriormente con el General Electric T58 del UH-1F. La versión italiana tiene un cabrestante de recate en el lado derecho de la cabina y fue exportada a las fuerzas armadas de Países Bajos, Dinamarca, Austria y Suiza.
Los últimos UH-1F fueron retirados de la Fuerza Aérea estadounidense a principios de la década de 1980, cuando este modelo fue reemplazado por el UH-1N. Muchos de esos helicópteros luego sirvieron como helicópteros de extinción de incendios forestales con varios gobiernos y agencias estatales de los Estados Unidos.
También fue construido un modelo de entrenamiento para la Fuerza Aérea, el TH-1F, que hizo su primer vuelo en enero de 1967. Las entregas del TH-1F empezaron en abril de 1967 y finalizaron en julio del mismo año, con 27 helicópteros completados.

#### HH-1K
En 1968, la Armada de los Estados Unidos concedió a Bell Helicopter el contrato para fabricar su nuevo helicóptero de búsqueda y rescate. La aeronave fue designada HH-1K, o modelo "Kilo", y era básicamente un UH-1E con aviónica distinta y con el motor Lycoming T53-L-13 de 1400 hp de potencia.
Las entregas del Huey "Kilo" comenzaron en mayo de 1970 y en noviembre de ese mismo año ya fueron enviadas a Vietnam 3 helicópteros para servir con el Escuadrón HA(L)-3 de la Armada de Estados Unidos. Fueron producidos un total de 27 unidades del modelo HH-1K.

#### UH-1L
Cuando las entregas del UH-1E al Cuerpo de Marines de Estados Unidos aún estaban en curso, la Armada de Estados Unidos probó ese modelo y vio que les podía ser bueno para su uso como helicóptero utilitario. El 16 de marzo de 1968, la Armada encargó 8 unidades del modelo "E" bajo la designación UH-1L, o modelo "Lima".
El Huey "Lima" era básicamente un UH-1E, del último tipo de producción basado en el UH-1C del Ejército estadounidense, equipado con un cabrestante de rescate y una pantalla de partículas en la toma de aire. Los modelos "L" fueron equipados con el motor Lycoming T53-L-13 de 1400 hp de potencia y fueron entregados sin instalación de ningún tipo de blindaje ni armamento.
Los cuatro primeros UH-1L fueron entregados en noviembre de 1969 y enviados a Vietnam para equipar el destacamento HA(L)-3 de la Armada, asignados a la Operación Sealords. En Vietnam, los helicópteros fueron modificados con blindaje y armas, y preparados para portar 227 kg de bombas y 227 kg de Munición Aire-Combustible.
La Armada también tuvo una versión del UH-1L llamada TH-1L destinada a reemplazar los Sikorsky H-34 y los UH-1D prestados por el Ejército, usados para entrenamiento. La entrega de los 45 helicópteros TH-1L comenzó en noviembre de 1969.

#### UH-1M

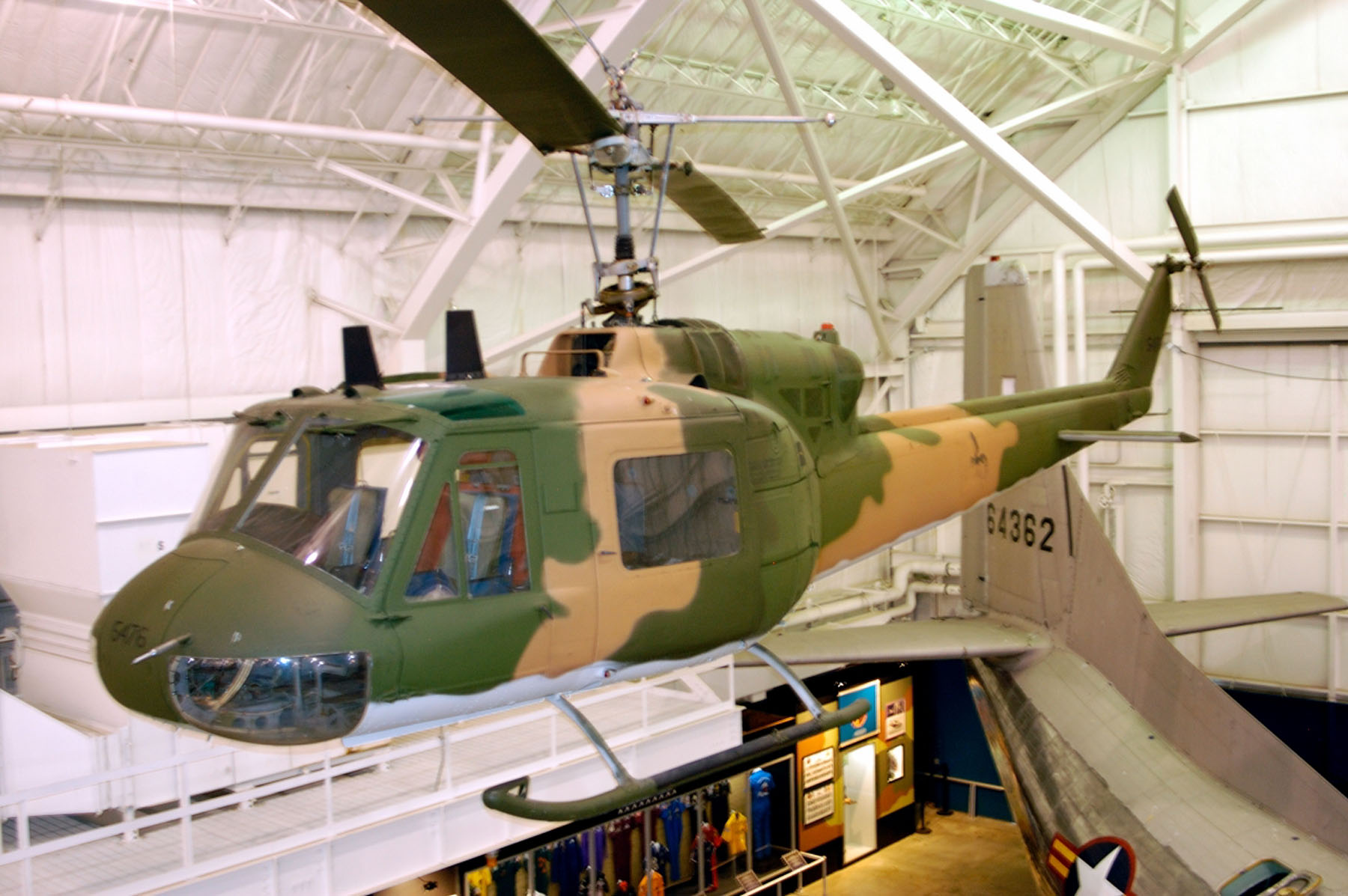
Un antiguo helicóptero UH-1P expuesto en un museo de la Fuerza Aérea de los Estados Unidos.

El UH-1M, o modelo "Mike", fue una conversión de los UH-1C existentes, al cambiarles el motor por el Lycoming T53-L-13 de 1400 hp de potencia usado en el UH-1H. Esta actualización proporcionó más potencia al modelo "C" para su rol de helicóptero artillado y también permitió al Ejército de Estados Unidos tener un motor común entre los helicópteros Huey destinados a ataque y los destinados a transporte usados en la guerra de Vietnam al mismo tiempo. Conocidos en la Fuerza Aérea Salvadoreña como "Armagedón" y modificados por esta para poder lanzar bombas de aeronaves de ala fija.

#### UH-1P
Una parte de los UH-1F de la Fuerza Aérea de Estados Unidos fueron modificados a la configuración UH-1P, o modelo "Papa", para ser usados por el 20º Escuadrón de Operaciones Especiales, los Green Hornets, destinados en el sureste asiático durante la guerra de Vietnam. Fuentes oficiales de la Fuerza Aérea afirman que este helicóptero fue usado para misiones de guerra psicológica clasificadas, pero esto no es cierto. Los Huey "Papa" en realidad fueron modificados y empleados como helicópteros artillados, equipados con ametralladoras y lanzacohetes múltiples.

### Variantes del Bell 205

#### UH-1D

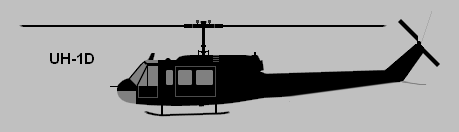
El UH-1D fue una variante del Bell 205 para el Ejército de los Estados Unidos.

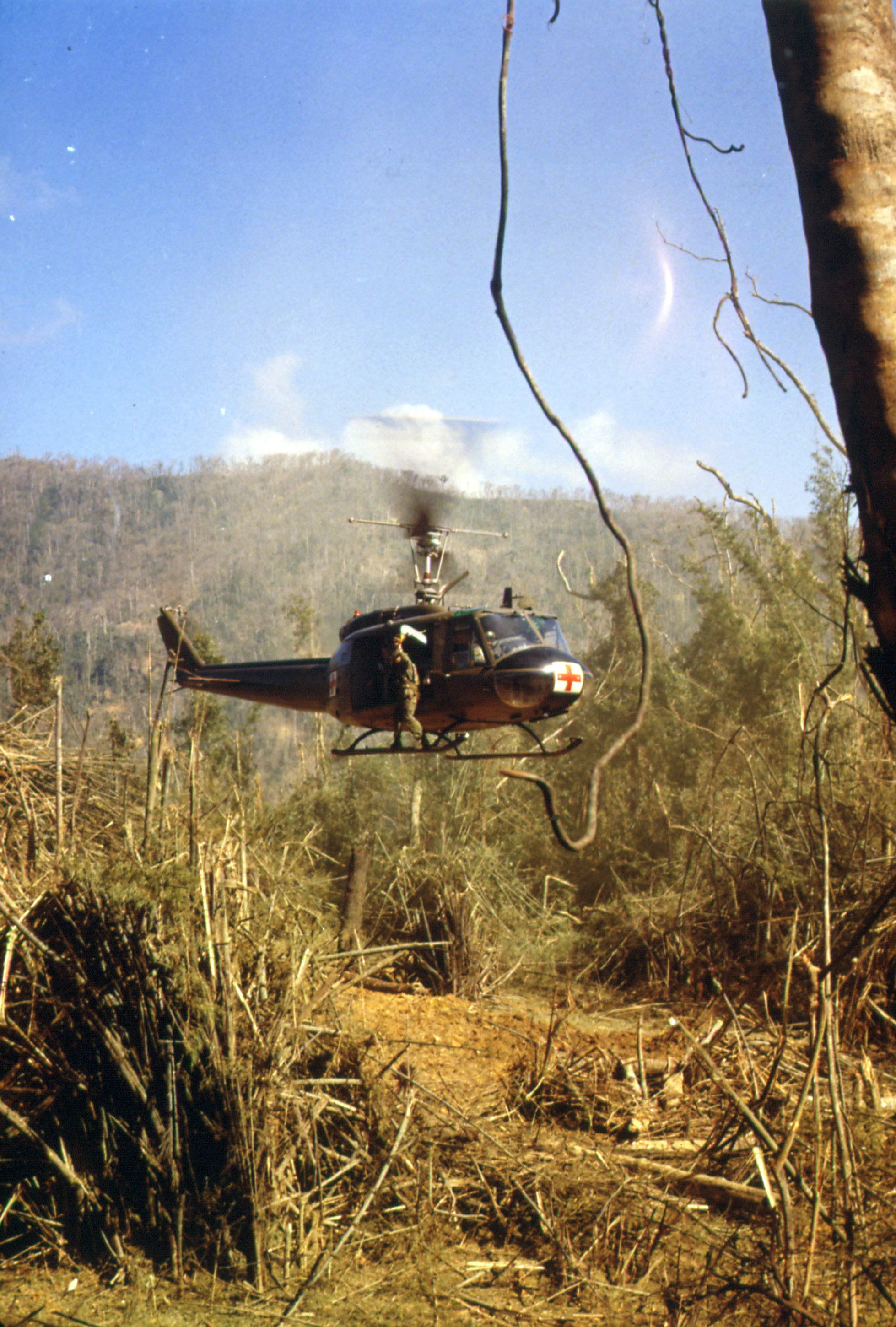
Un helicóptero UH-1D MEDEVAC despega para recoger heridos de la 101.ª División Aerotransportada, en Vietnam del Sur durante la Guerra de Vietnam.

Los primeros Huey de cabina corta fueron un éxito, especialmente en el rol de helicóptero armado, pero les faltaba espacio de cabina para ser un transporte de tropas efectivo. El Ejército de Estados Unidos quería una versión que pudiese llevar una tripulación de cuatro hombres (dos pilotos y dos artilleros en las puertas) y además transportar un pelotón de infantería de 8-10 soldados. La solución de Bell fue extender el fuselaje del UH-1B en 105 cm y usar el espacio extra para añadir dos asientos laterales a cada uno de los lados de la transmisión. Esta modificación elevó la capacidad total de asientos a 15, incluyendo los de la tripulación.
Este nuevo Huey de mayor tamaño fue designado UH-1D, o modelo "Delta", por el Ejército, y Modelo 205 por Bell para uso civil. La cabina alargada puede también acomodar 6 camillas, el doble que los anteriores modelos, haciendo del Huey "Delta" un buen helicóptero MEDEVAC (de evacuación médica). Para proporcionar acceso a la cabina, en lugar de las puertas laterales de corredera con una sola ventana de los primeros modelos, a este modelo se le hicieron puertas de corredera más largas con dos ventanas, y se añadió a la mayoría un par de pequeños "paneles bisagra" (uno a cada lado) con ventana opcional entre las puertas de corredera y la parte delantera de los accesos laterales. Las puertas y los paneles del Huey podían ser rápidamente extraídos para volar con los accesos laterales totalmente abiertos.
El primer prototipo YUH-1D voló en agosto de 1960 y en marzo de 1961 fueron entregados siete helicópteros YUH-1D a la Base de la Fuerza Aérea de Edwards para comenzar las pruebas. El YUH-1D inicialmente fue equipado con un rotor principal de 13,41 m de diámetro y un motor Lycoming T53-L-9, pero las pruebas revelaron que era necesaria más potencia. Así que las palas del rotor principal fueron alargadas hasta los 14,63 m de diámetro, con 53,34 cm de cuerda, y el motor fue actualizado a un Lycoming T53-L-11 de 1100 hp de potencia. La cola fue rediseñada para portar un rotor de cola con palas más largas. Con estas mejoras, el peso máximo del helicóptero cargado era de 4310 kg.
Los modelos "Delta" producidos posteriormente fueron equipados con el motor Lycoming T53-L-13 de 1400 hp y designados como modelos "H".
Las dos primeras unidades del modelo UH-1D fueron entregadas al Ejército el 9 de agosto de 1963, en concreto fueron entregados a la 11.ª División Aerotransportada en Fort Benning, Georgia. Esta unidad fue renombrada 1.ª División de Caballería y desplegada en Vietnam con los nuevos Huey "Delta". En total fueron entregados 2008 helicópteros UH-1D al Ejército entre los años 1962 y 1966. En aquellos años, el modelo rápidamente fue exportado a países como Australia y Vietnam del Sur entre otros. Fueron producidos un total de 2561 helicópteros de este modelo "D", entre los que se incluyen 352 construidos por Dornier para las Fuerzas Armadas de Alemania Occidental.
El HH-1D fue una versión de recate en base y extinción de incendios para el Ejército de Estados Unidos, tenía un sistema de 190 litros de agua y espuma que podían ser descargados a través de una pértiga extensible de 4,88 m.
El resultado de actualizar el UH-1D con el motor Lycoming T53-L-13, más trasladar el tubo Pitot del morro al techo dio como resultado un nuevo modelo, el UH-1H, que se convertiría en la variante más producida de la familia Huey.

#### UH-1H

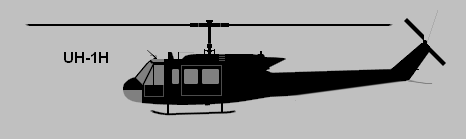
El UH-1H fue una variante del Bell 205 para el Ejército de los Estados Unidos.

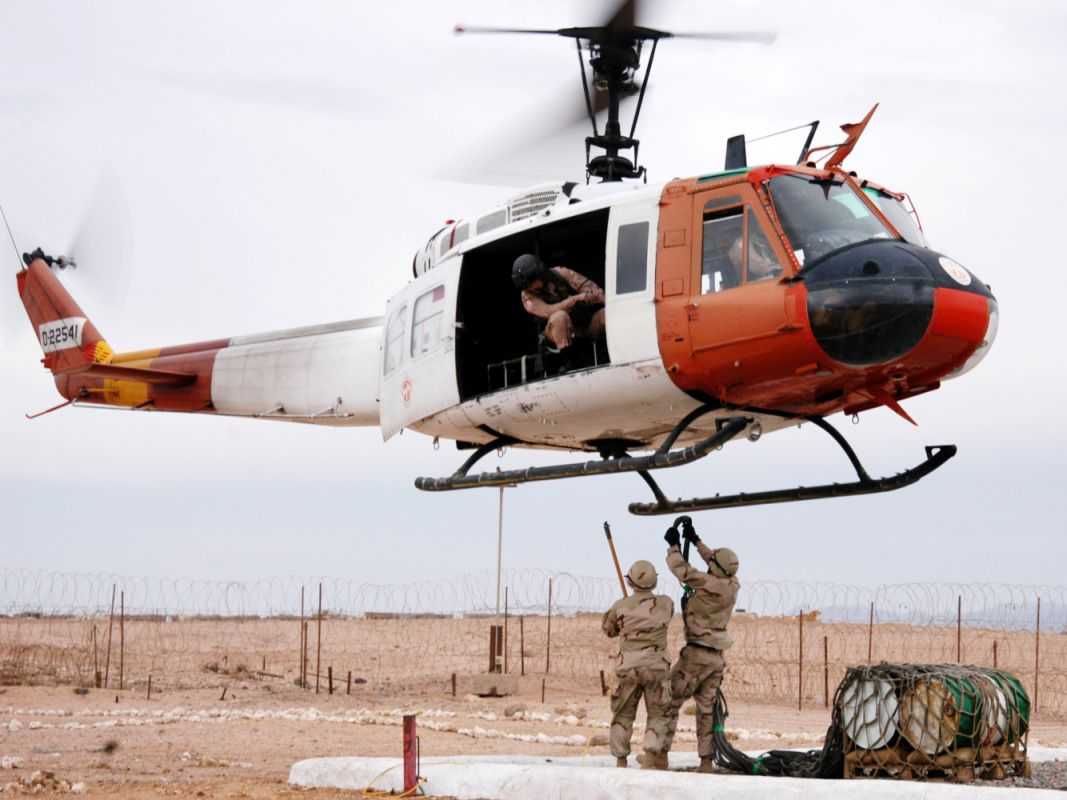
Soldados del 1º Batallón, 125.º Regimiento de Infantería, del Ejército de los Estados Unidos enganchando suministros a un helicóptero UH-1H en el desierto del Sinaí, Egipto.

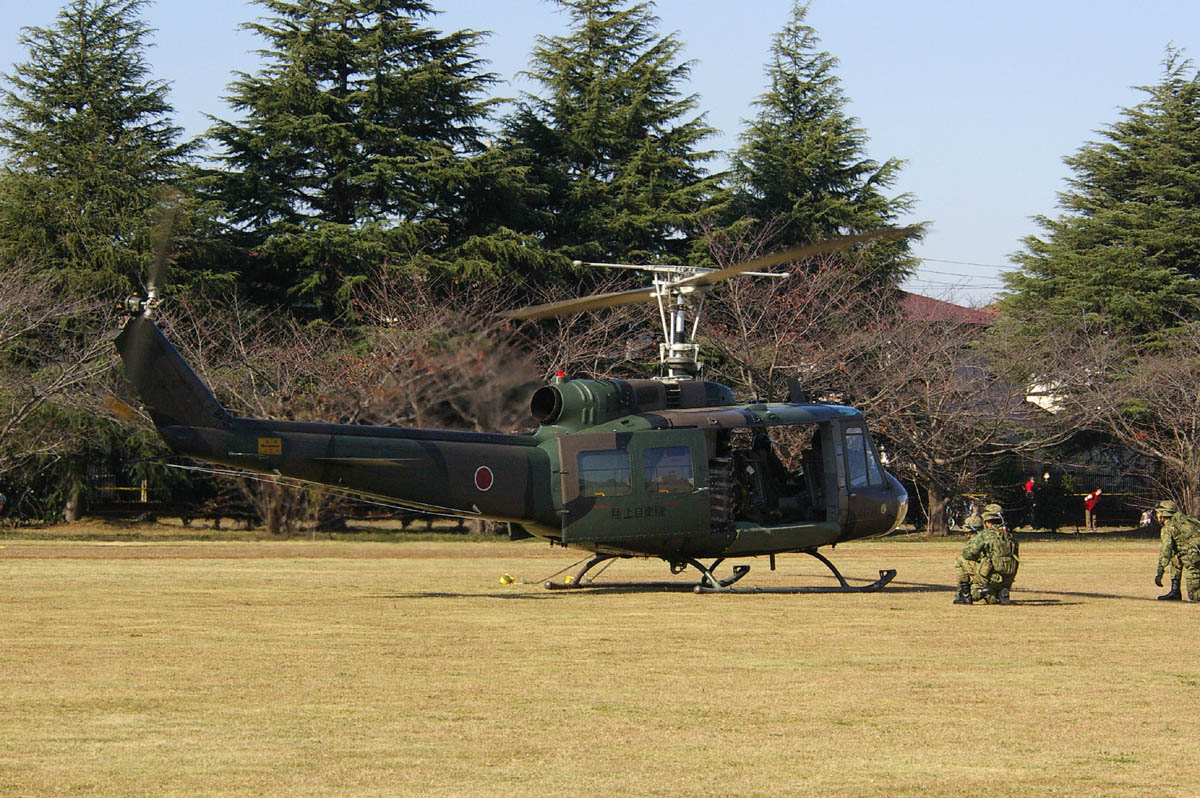
UH-1H de la Fuerza Terrestre de Autodefensa de Japón en Camp Matsudo, Japón.

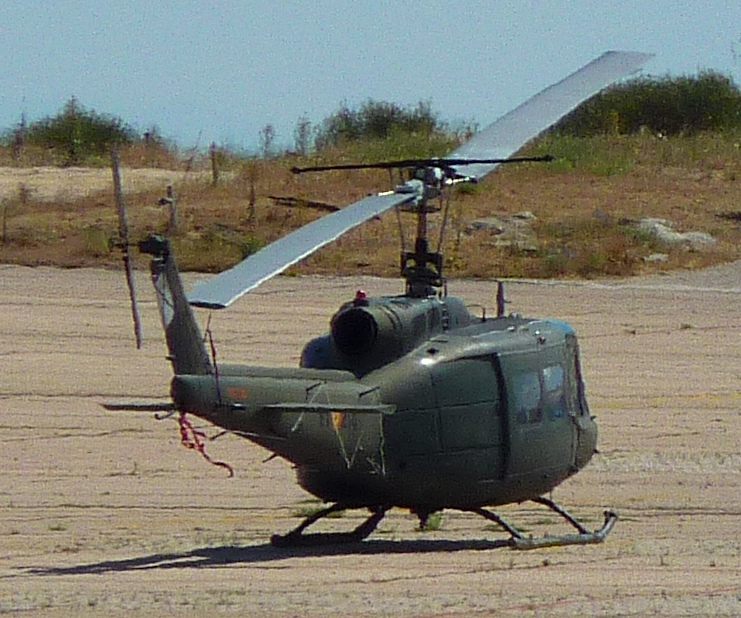
UH-1H del Ejército de Tierra de España en la base de las FAMET Coronel Maté, de Colmenar Viejo (Madrid).

El modelo UH-1H, o modelo "Hotel", fue el resultado de mejorar el modelo UH-1D montando un motor más potente, el Lycoming T53-L-13 de 1400 hp, además se desplazó el tubo Pitot del morro al techo para reducir la posibilidad de dañarlo al tocar suelo. El prototipo de este modelo, el YUH-1H, voló por primera vez en el año 1966 y la entrega de los helicópteros producidos comenzó en septiembre de 1967.
El modelo Huey "Hotel" fue producido en mayor cantidad que cualquier otro modelo de la serie, y sólo al Ejército de Estados Unidos se entregaron 4850 unidades. El modelo "H" fue ampliamente exportado y también fabricado bajo licencia en Alemania, Italia, Japón y en la República de China (Taiwán).
El 6 de marzo de 1968 fue entregado el primer helicóptero de un total de 10 que fueron vendidos a Canadá para usar bajo designación CUH-1H. Las Fuerzas Armadas de Canadá, tras su evaluación, encontraron este modelo inadecuado para su uso táctico. Este hecho impulsó al Gobierno de Canadá a patrocinar el desarrollo de la versión bimotor del UH-1H, el UH-1N Twin Huey. Los 10 CUH-1H fueron preparados para uso de búsqueda y rescate y designados CH-118, estuvieron en servicio hasta el año 1995.
El UH-1H también sirvió de base para el desarrollo de numerosas subvariantes:
- HH-1H: fue un UH-1H equipado para tareas de salvamento en base. Fueron entregados 30 unidades a la Fuerza Aérea de Estados Unidos entre los años 1970 y 1973.

- EH-1H: fue un UH-1H modificado bajo el Proyecto Quick Fix de 1976 y usado como aeronave de guerra electrónica por el Ejército de Estados Unidos. Fueron modificadas 22 aeronaves para esta configuración a principios del año 1976. Las primeras aeronaves fueron destinadas a la 82.ª División Aerotransportada y a la 2.ª División Acorazada del Ejército de Estados Unidos. La 82.ª estrenó el modelo durante la Invasión de Granada (Operación Urgent Fury) en 1983.
- UH-1V: fue una versión MEDEVAC del UH-1H, con aviónica actualizada.

- EH-1X: fue un EH-1H de guerra electrónica y localizador direccional (DF) mejorado.

- JUH-1: fue un UH-1H equipado con patines retráctiles y un radar AN/APS 94 montado en la parte inferior.

- TH-1H: UH-1H modificado para ser usado como helicóptero de aprendizaje de vuelo básico por la Fuerza Aérea.

Bell desarrolló una versión derivada del UH-1H para el mercado civil; que incorporó cambios menores destinados a seguridad, como las cerraduras de las puertas de doble corredera, y un compartimento de equipaje en el comienzo de la cola. Este modelo fue comercializado por Bell como Model 205A y posteriormente como el mejorado 205A-1.

#### UH-1V
El UH-1V es una versión del UH-1H convertida por el  Mando Electrónico del Ejército de Estados Unidos para uso MEDEVAC. Este modelo tiene numerosas actualizaciones, incluyendo un radioaltímetro, DME, sistema de aterrizaje instrumental y de cabrestante de rescate. El primer helicóptero fue suministrado a la Guardia Nacional de Nuevo Hampshire.

#### EH-1X
El EH-1X fue un EH-1H mejorado que fue equipado con el sistema AN/ALQ-151 y configurado para el rol de guerra electrónica, interceptor de radio y localizador direccional (DF, en inglés:Direction Finding). Fueron construidos 10 modelos a finales de 1976 bajo el Proyecto Quick Fix IIA.

#### JUH-1 SOTAS
El JUH-1 fue un UH-1H modificado con un sistema de radar AN/APS 94 montado en una pieza rotativa en la zona inferior del helicóptero, donde estaba el gancho de carga. Los patines de aterrizaje han sido modificados para ser retráctiles de forma que permitan rotar la antena de radar mientras el aparato está en vuelo. El JUH-1 también incorporó un sistema de piloto automático y la aviónica de navegación fue mejorada. El sistema de radar fue conectado por canal de datos (Data link) a estación terrestre para el análisis de las imágenes de radar.
Al menos cuatro UH-1H fueron transformados a la versión JUH-1 para ser usados por el Ejército estadounidense en Europa y Corea en demostraciones tecnológicas del programa Stand Off Target Acquisition System (SOTAS). Fueron desplegados por primera vez en 1975 y en 1986 fueron reemplazados por el EH-60 Black Hawk.

### Variantes del Bell 212

#### UH-1N
Bell voló su primer helicóptero bimotor en abril de 1965, era el Model 208 y estaba provisto de dos motores Continental Motors. El Gobierno de Canadá incentivó a Bell para continuar el desarrollo del Huey bimotor, o "Twin Huey", con la condición de usar motores Pratt & Whitney Canada PT6. El proyecto atrajo encargos de compra por parte de las Fuerzas Canadienses, el Cuerpo de Marines de Estados Unidos, la Armada de Estados Unidos y la Fuerza Aérea de Estados Unidos, pero no por parte del Ejército de Estados Unidos.
El nuevo helicóptero fue designado UH-1N Iroquois en servicio de las Fuerzas Armadas de Estados Unidos y CUH-1N Twin Huey en uso de las Fuerzas Canadienses. Posteriormente la designación canadiense fue cambiada a CH-135 Twin Huey, debido a un cambio general en las designaciones de sus aeronaves. De este modelo también se hizo una versión HH-1N producida para la Fuerza Aérea de Estados Unidos como helicóptero de rescate en base y para uso del 20.º Escuadrón de Operaciones Especiales en el rol de contrainsurgencia, usando el distintivo Green Hornet. Algunos UH-1N del Cuerpo de Marines de Estados Unidos fueron convertidos a VH-1N para transporte VIP, incluyendo 6 para uso presidencial (los llamados Marine One).
El UH-1N fue ampliamente producido y exportado a un gran número de países y fabricado bajo licencia por Agusta en Italia. Bell certificó la versión civil como Modelo 212 en octubre de 1970.

#### UH-1Y
El UH-1Y Venom, o modelo "Yankee", es una actualización del UH-1N para el Cuerpo de Marines de Estados Unidos que realizó su primer vuelo el 18 de noviembre de 2006.
Manteniendo la silueta del UH-1N, está dotado de los últimos adelantos de la tecnología aeroespacial. Está equipado con dos motores General Electric T700 y uno de los cambios más visibles es el rotor principal con 4 palas, en lugar las dos que tenían los modelos anteriores. Cuando se diseñó este modelo se buscó la máxima compatibilidad con la versión más actual del helicóptero de ataque de la serie H-1, el Bell AH-1Z Viper, que también estaba en fase de producción.
El Venom está actualmente en producción para reemplazar a la antigua flota de helicópteros utilitarios UH-1N Twin Huey del Cuerpo de Marines de Estados Unidos introducidos a principios de la década de 1970. Originalmente los UH-1Y iban a ser refabricados con las estructuras de los UH-1N, pero en abril de 2005 fueron aprobados para ser construidos como helicópteros nuevos.

## Historia operacional

### Guerra de Vietnam

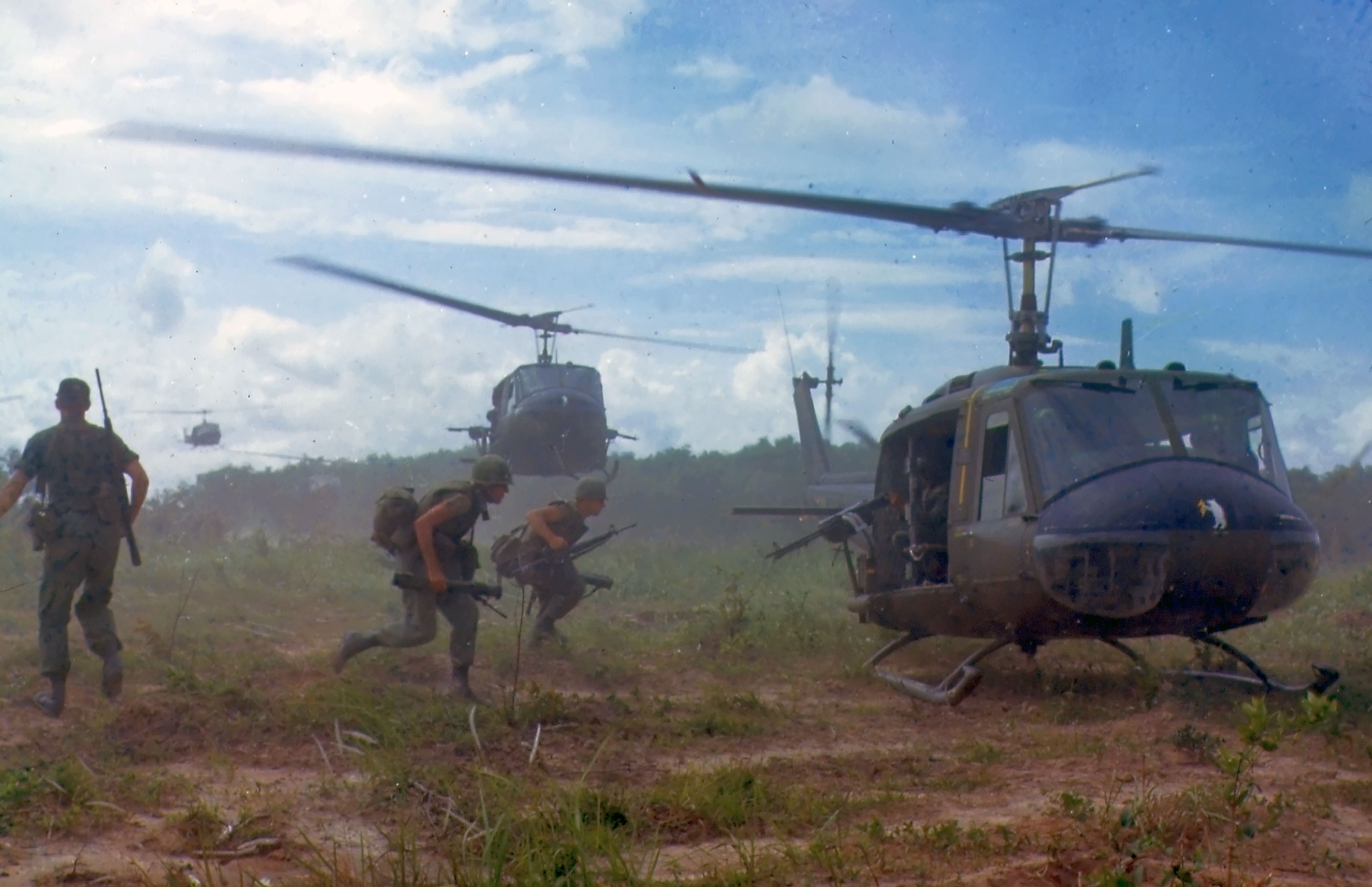
Los helicópteros fueron una parte esencial en las operaciones aéreas y terrestres de las Fuerzas Armadas de Estados Unidos durante la guerra de Vietnam. Aquí miembros del 2.º Batallón, 14.º Regimiento de Infantería transportados por helicópteros UH-1D desde el área de plantación de caucho de Filhol, Vietnam, en 1966.

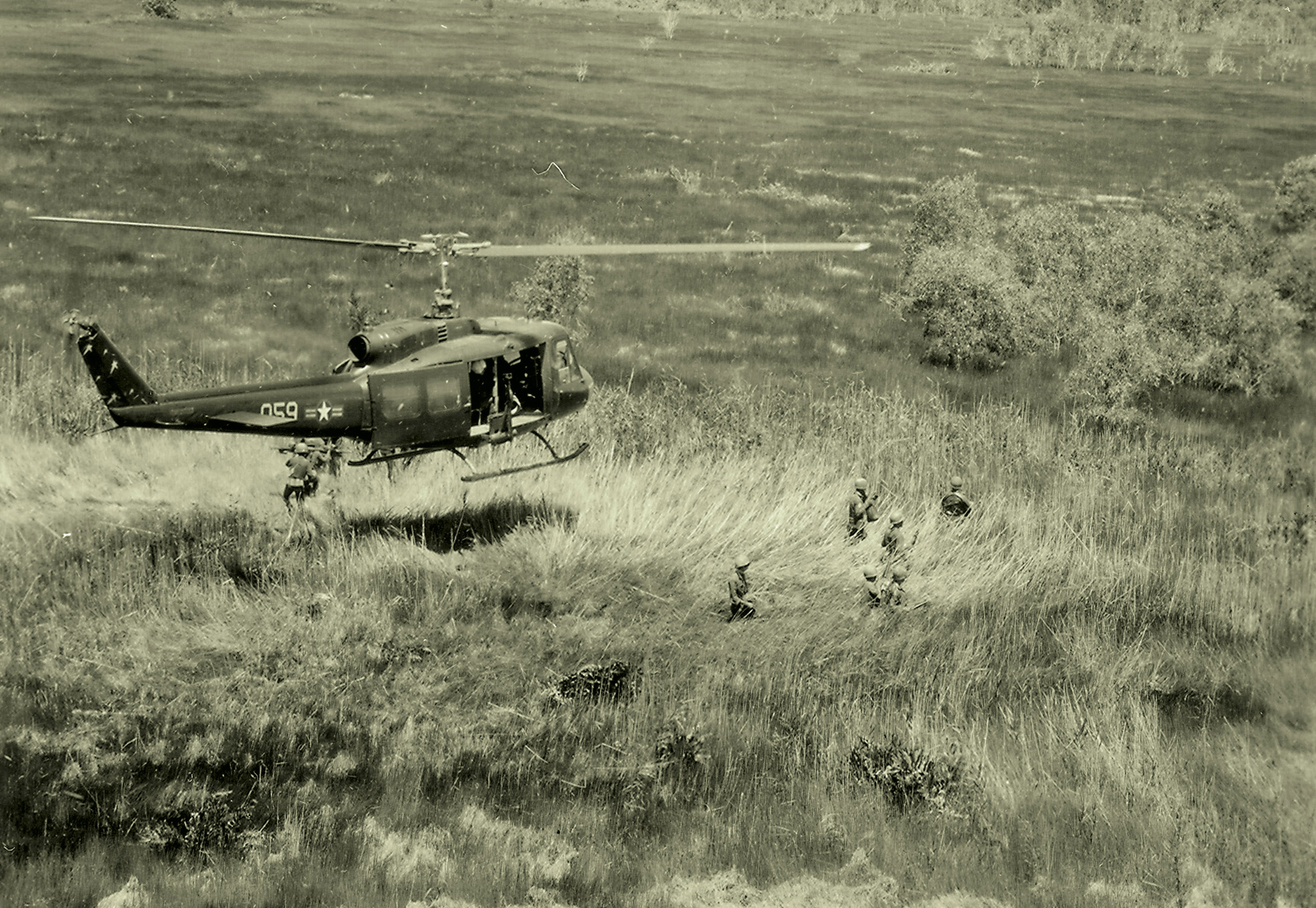
Un helicóptero UH-1D de la Fuerza Aérea de Vietnam del Sur (VNAF) cubre a personal del 211.º Escuadrón de Helicópteros de la VNAF en un combate de asalto en el área del Delta del Mekong. 18 de julio de 1970.

El UH-1 fue durante mucho tiempo un símbolo de la participación de Estados Unidos en el Sudeste Asiático en general y en Vietnam en particular, y como resultado de ese conflicto se convirtió en uno de los helicópteros más reconocidos del mundo. En Vietnam, las principales misiones realizadas por el Huey incluyeron apoyo general, asalto aéreo, transporte de carga, evacuación médica, búsqueda y rescate, guerra electrónica, y posteriormente, ataque a tierra. Durante el conflicto, el helicóptero fue evolucionando notablemente hacia una versión más larga basada en el Model 205. Esta versión fue inicialmente designada como UH-1D y comenzó a volar a partir del año 1963.
Durante el servicio en la guerra de Vietnam, el UH-1 fue usado para varios propósitos y en varias condiciones para cada tarea. Al principio, los UH-1 de transporte de tropas fueron designados como equipos Blue (Azul) y, por tanto, las tropas transportadas en esos Huey como Blues (Azules), los Huey de reconocimiento u observación fueron equipos White (Blanco) y los Huey de ataque equipos Red (Rojo). Sin embargo, durante el desarrollo del conflicto las tácticas usadas por los militares evolucionaron y los equipos fueron mezclados para obtener resultados más efectivos. De esta forma, los equipos Purple (Morado) con uno o dos Blue (Azul) de transporte descargando tropas y un equipo Red (Rojo) de ataque que proporcionaba protección hasta que las tropas pudieran defenderse. Otro equipo muy efectivo fue el equipo de reconocimiento/ataque Pink (Rosa), que ofreció la capacidad de llevar a cabo los ataques en áreas dónde se sabía que el enemigo estaba presente pero no se sabía el punto exacto.
Los equipos de reconocimiento/ataque (Pink) estaban formados por equipos "cazador-matador" (en inglés: hunter-killer) de helicópteros UH-1 Iroquois volando junto a helicópteros de observación, estos fueron el Bell OH-58 Kiowa y el Hughes OH-6 Cayuse. La forma de operar de estos equipos de parejas era: mientras el observador volaba lento y bajo para descubrir a los enemigos, el UH-1 artillado disparaba a los enemigos descubiertos.
Durante el curso de la guerra, el UH-1 pasó por numerosas actualizaciones. Cada uno de los modelos "A", "B" y "C" (fuselaje corto, Bell 204) y de los modelos "D" y "H" (fuselaje alargado, Bell 205) había mejorado el rendimiento y capacidad de transportar carga. Los UH-1B y C realizaron el papel de helicóptero artillado y algunas labores de transporte hasta 1967, cuando el nuevo AH-1 Cobra entró en escena. El Cobra, un helicóptero de ataque basado en el UH-1, era más rápido, de perfil estrecho, más difícil de atinar, y capaz de cargar más armamento. El incremento y sofisticación de las defensas antiaéreas del Ejército de Vietnam del Norte hizo que continuar con los helicópteros artillados basados en el UH-1 fuese impracticable, y después de que el Cobra fuera adoptado como el helicóptero de ataque principal del Ejército. Los devotos del UH-1 en el papel de helicóptero artillado citan su habilidad para actuar como evacuación improvisada si era necesario, así como las superiores capacidades observacionales de la gran cabina del Huey, que permitía a los artilleros de puerta disparar hacia atrás y los laterales del helicóptero.

#### Subsistemas de armamento

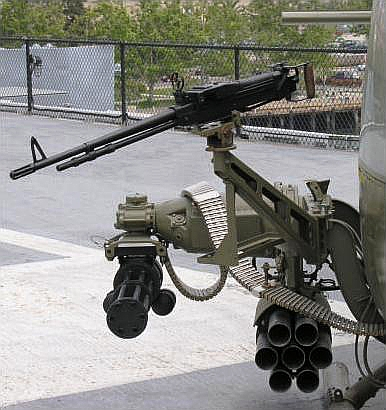
Un UH-1C artillado con lanzacohetes XM158 de siete tubos, ametralladoras rotativas Minigun GAU-2/A de 7,62 mm, y ametralladoras M60 de 7,62 mm para los artilleros de puertas.

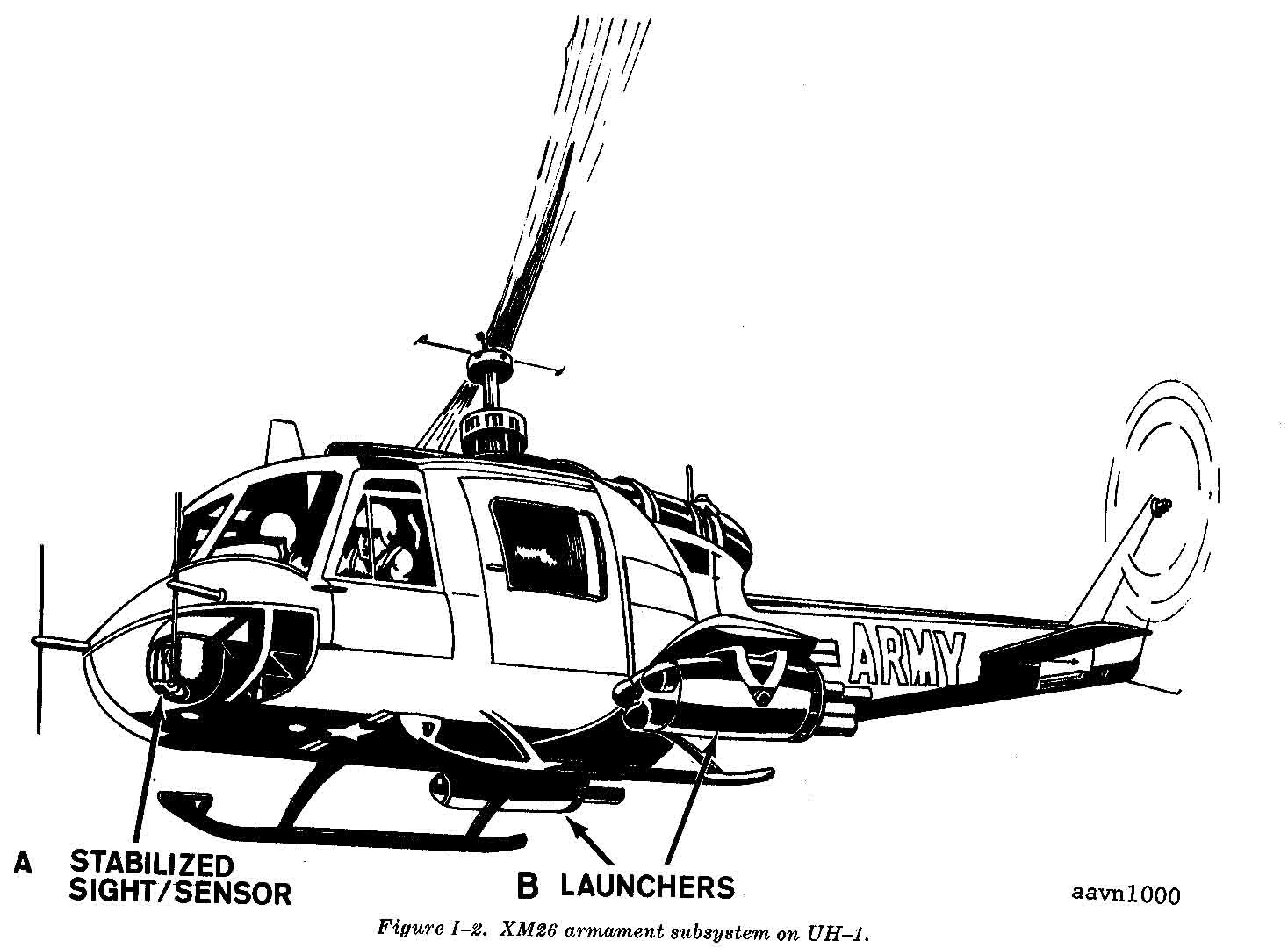
Dibujo del Subsistema de Armamento XM26 montado en un helicóptero UH-1B.

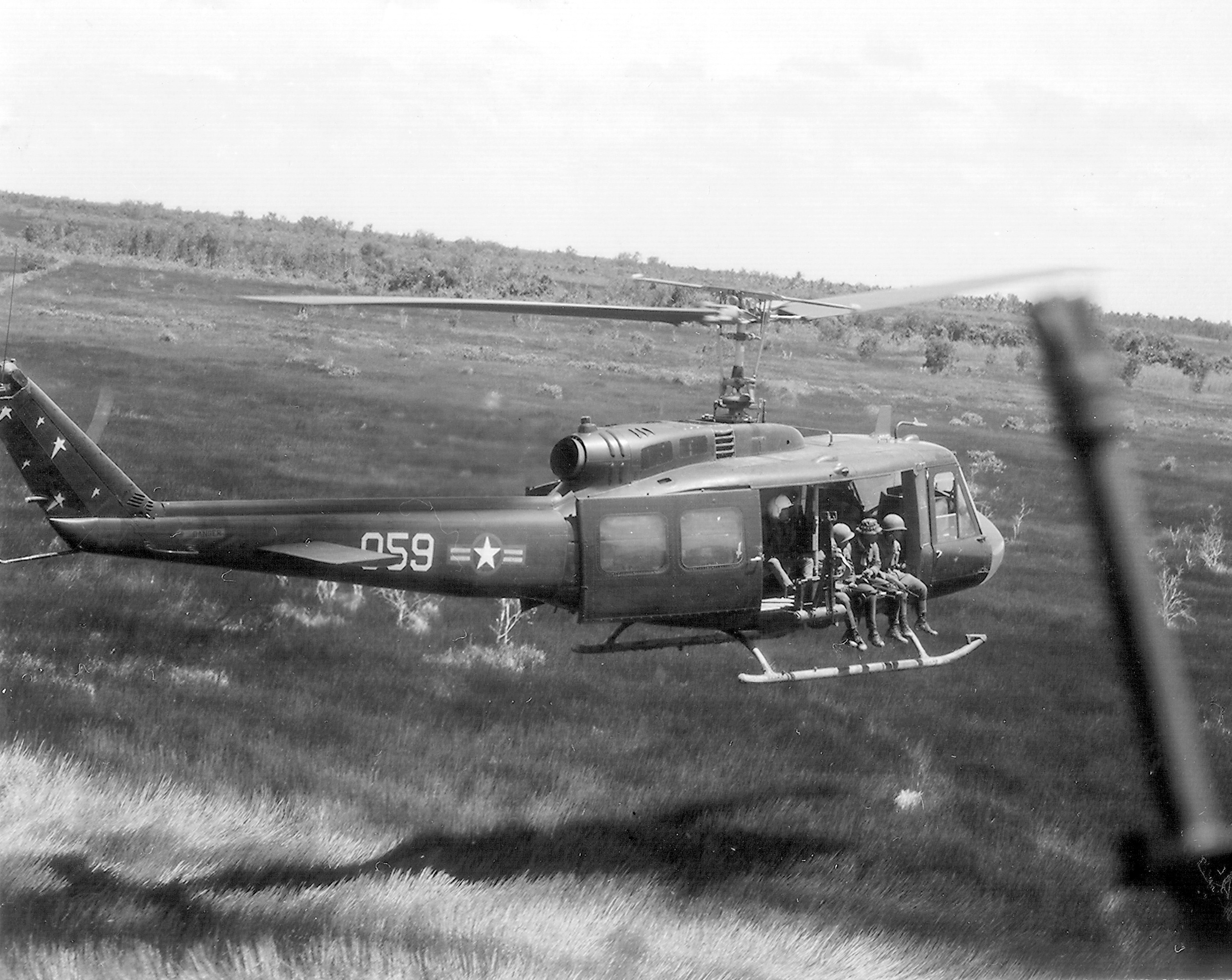
Personal del 211º Escuadrón de Helicópteros de la Fuerza Aérea de Vietnam del Sur (VNAF) volando en un helicóptero UH-1D sobre el Delta del Mekong.

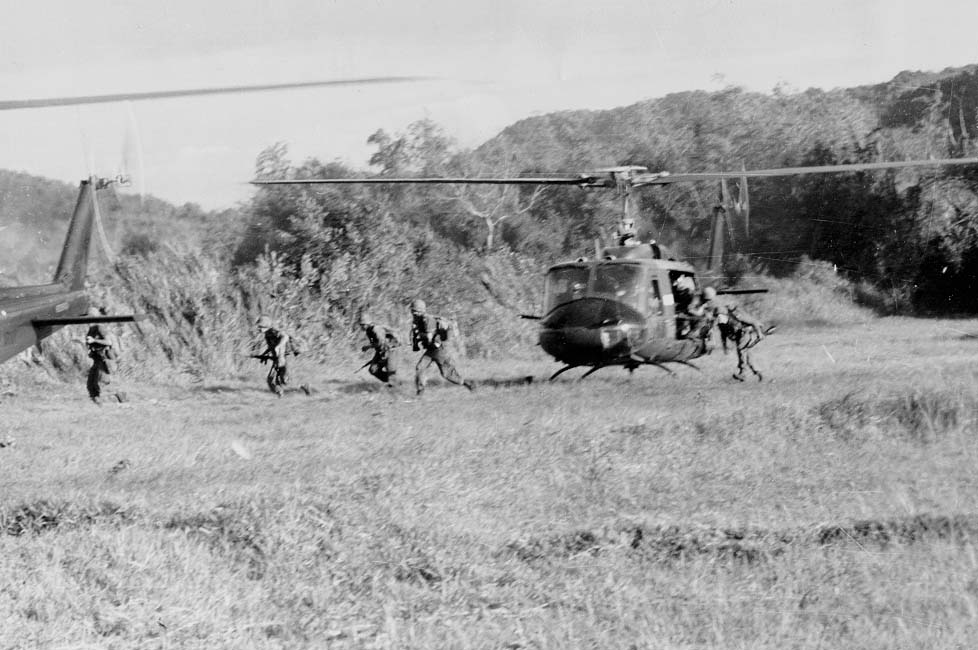
Soldados de la 1ª División de Caballería de Estados Unidos desembarcando de un UH-1 Huey durante la Batalla del valle de Ia Drang.

Los UH-1 realizaron el papel de ataque a tierra o escolta armada siendo equipados con lanzacohetes, lanzagranadas, y ametralladoras.
Las versiones artilladas inicialmente fueron equipadas con el sistema de armamento M6E3, que incluía a cada lado una estructura con dos ametralladoras M60, cuatro en total, y los contenedores de ocho cohetes.
Posteriormente, las versiones artilladas UH-1B y UH-1C fueron equipadas con una serie de subsistemas de armamento mejorado:
- El XM3 reemplazó los contenedores de ocho cohetes y las cuatro ametralladoras del M6E3 con contenedores de 24 cohetes sin ametralladoras.

- El XM16 era similar al original M6E3, pero usaba contenedores de siete cohetes XM158 junto con las cuatro ametralladoras.

- El M5 proporcionaba al helicóptero artillado una torreta frontal equipada con un lanzagranadas automático M75 de 40 milímetros, el cual tenía una cadencia de fuego cercana a 220 disparos por minuto.

- El M21 fue un reemplazo para el subsistema XM16. Mantenía los contenedores de siete cohetes XM158, pero cada pareja de ametralladoras M60 fue reemplazada por una ametralladora rotativa Minigun GAU-2A con seis cañones de 7,62 mm (XM134) con una cadencia de fuego de 2000 disparos por minuto.

Hacia el final del conflicto, el UH-1 fue probado con misiles TOW, y dos helicópteros UH-1B equipados con estos misiles, designado Subsistema de Armamento XM26, fueron desplegados para ayudar contra la Invasión del Este de 1972. El teniente de la Fuerza Aérea de Estados Unidos James Phillip Fleming pilotó un UH-1F en una misión el 26 de noviembre de 1968 que le otorgó una Medalla de Honor.
Estos UH-1 artillados eran llamados muchas veces Hogs (en español: "cerdos") si llevaban cohetes, y Cobras si llevaban armas. Mientras que los UH-1 destinados al transporte de tropas con frecuencia eran llamados Slicks (en español: "lisos") debido a la ausencia de pilones para armas. Los Slicks llevaban artilleros de puerta, pero en general eran estrictamente helicópteros de transporte de tropas o de evacuación médica. En la Armada y en los Marines, la diferencia era que a los helicópteros artillados se les llamaba Sharks (en español: "tiburones") y los de transporte de tropas Dolphins (en español: "delfines").

#### Bajas
En Vietnam fueron destruidos en total 3305 helicópteros UH-1 Huey de los 7013 que consta estuvieron en servicio, la mayoría pertenecientes al Ejército de los Estados Unidos, y fallecieron 2709 personas a bordo de ellos, algo más de la mitad en combate y el resto en accidentes durante operaciones. En la siguiente tabla se pueden ver con más detalle las bajas en la guerra de Vietnam relativas a helicópteros UH-1 Huey, según el modelo.
| UH-1 perdidos durante la Guerra de Vietnam. | UH-1 perdidos durante la Guerra de Vietnam. | UH-1 perdidos durante la Guerra de Vietnam. | UH-1 perdidos durante la Guerra de Vietnam. | UH-1 perdidos durante la Guerra de Vietnam. |
| Versión                                     | en servicio                                 | destruidos                                  | pilotos fallecidos                          | tripulantes fallecidos                      |
| ------------------------------------------- | ------------------------------------------- | ------------------------------------------- | ------------------------------------------- | ------------------------------------------- |
| UH-1                                        | 80                                          | 80                                          | 36                                          | 17                                          |
| UH-1A                                       | 8                                           | 1                                           |                                             |                                             |
| UH-1B                                       | 729                                         | 376                                         | 139                                         | 144                                         |
| UH-1C                                       | 696                                         | 415                                         | 167                                         | 158                                         |
| UH-1D                                       | 1926                                        | 1028                                        | 224                                         | 247                                         |
| UH-1E                                       | 156                                         | 100                                         | 39                                          | 41                                          |
| UH-1F                                       | 31                                          | 18                                          | 4                                           | 5                                           |
| UH-1H                                       | 3375                                        | 1285                                        | 457                                         | 487                                         |
| UH-1L                                       | 2                                           |                                             |                                             |                                             |
| UH-1M                                       | 5                                           |                                             | 5                                           | 3                                           |
| UH-1N                                       | 2                                           | 2                                           |                                             |                                             |
| UH-1P                                       | 3                                           |                                             | 3                                           | 1                                           |
| Total                                       | 7013                                        | 3305                                        | 1074                                        | 1103                                        |

#### Fuerza Aérea de Estados Unidos
En octubre de 1965, el 20.º Escuadrón de Operaciones Especiales de la Fuerza Aérea de Estados Unidos fue establecido en la Base Aérea Tan Son Nhut en Vietnam del Sur, equipados inicialmente con helicópteros CH-3C. En junio de 1967, los UH-1F y UH-1P fueron también añadidos al inventario de la unidad, y a finales de ese mismo año la unidad entera fue trasladada a la Base Aérea Nakhon Phanom Royal Thai. El 1 de agosto de 1968, la unidad fue redesignada 20.º Escuadrón de Operaciones Especiales. Los UH-1 del 20.º fueron conocidos como «Green Hornets» (en español: «Avispones Verdes»), debido a su color, principalmente verde con dos tonos de camuflaje (verde y castaño), y su señal de llamada de radio «Hornet». La principal misión de esos helicópteros era insertar y extraer equipos de reconocimiento, proporcionando cobertura a sus operaciones, realizar labores de guerra psicológica, y otras misiones de apoyo para operaciones encubiertas, especialmente en Laos durante la llamada Guerra Secreta.

### Batalla de Nahr el Bared en el Líbano
Durante la batalla del campo de refugiados de Nahr el-Bared de 2007 en el Norte del Líbano, el Ejército Libanés, desprovisto de aviones, convirtió sus helicópteros utilitarios UH-1H para labores de bombardeo ante la necesidad urgente de combatir a los milicianos de Fatah al-Islam. Los equipos técnicos del Ejército Libanés montaron en los Huey bombas Mk 82 de 250 kg, originalmente usadas en sus aviones de ataque Hawker Hunter. Esto fue llevado a cabo mediante la modificación de los helicópteros UH-1H, aumentando la altura de los patines de aterrizaje e instalando un mecanismo de descarga de bombas en la parte inferior y pilones laterales procedentes de sus aviones Mirage III retirados.
Los UH-1H lanzaron bombas de 250 y 400 kg desde alturas comprendidas entre los 3000 y 4000 pies. Para atacar las posiciones enemigas, los pilotos usaron dispositivos GPS como ayuda para guiarse hasta los puntos de ataque. Los bombardeos demolieron muchos de los edificios de 2 y 3 plantas del campo y muchas de las fortificaciones del grupo terrorista Fatah Al-Islam, según los oficiales de la Fuerza Aérea Libanesa.
Fawzi Abu-Farhat, un general de brigada retirado de la Fuerza Aérea del Líbano y editor del mensual Arab Defense Journal, dijo, «Es la primera vez en la historia militar en que un helicóptero es usado como bombardero… de manera efectiva.» Esto fue posible porque era un caso especial en el que no había defensas antiaéreas enemigas y las condiciones meteorológicas eran buenas. Sin embargo, Líbano no fue el primer país que utilizó al UH-1 como bombardero, ya que durante los años 80 varios UH-1M de la Fuerza Aérea de El Salvador fueron modificados para lanzar bombas Mk 82, conocidos como «Armagedón».

### Servicio en la actualidad
El Ejército de Estados Unidos retiró el UH-1 Huey con la introducción del UH-60 Black Hawk, sin embargo, aún tiene una flota residual de unos 700 UH-1 que supuestamente iban a ser mantenidos hasta el año 2015. El mantenimiento de este helicóptero por parte del Ejército estaba previsto que finalizara en el 2004.
El Cuerpo de Marines de Estados Unidos continúa confiando en el modelo UH-1N y está comenzando a introducir su variante más reciente, el UH-1Y Venom.
La Fuerza Aérea de Estados Unidos utiliza Huey en las bases de misiles balísticos intercontinentales, como helicóptero utilitario de transporte desde bases tales como la Base Aérea Francis E. Warren y la Base Aérea Malmstrom hasta lugares de lanzamiento de misiles en Montana, Wyoming, Nebraska y Colorado. Adicionalmente, el UH-1N es usado por la 36.ª Escuadrilla de Rescate (36 RQF) en la Base Aérea Fairchild, cerca de Spokane (Washington) para misiones SAR y evacuaciones médicas.

## Variantes

### Variantes de las Fuerzas Armadas de Estados Unidos

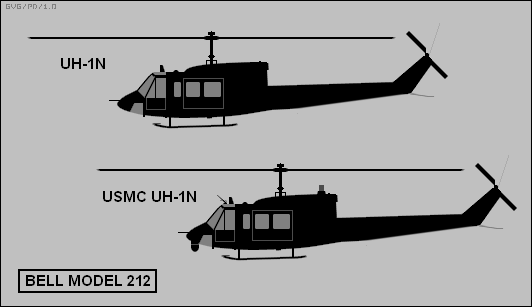
El UH-1N fue una variante del Bell 212 para el Cuerpo de Marines de los Estados Unidos.

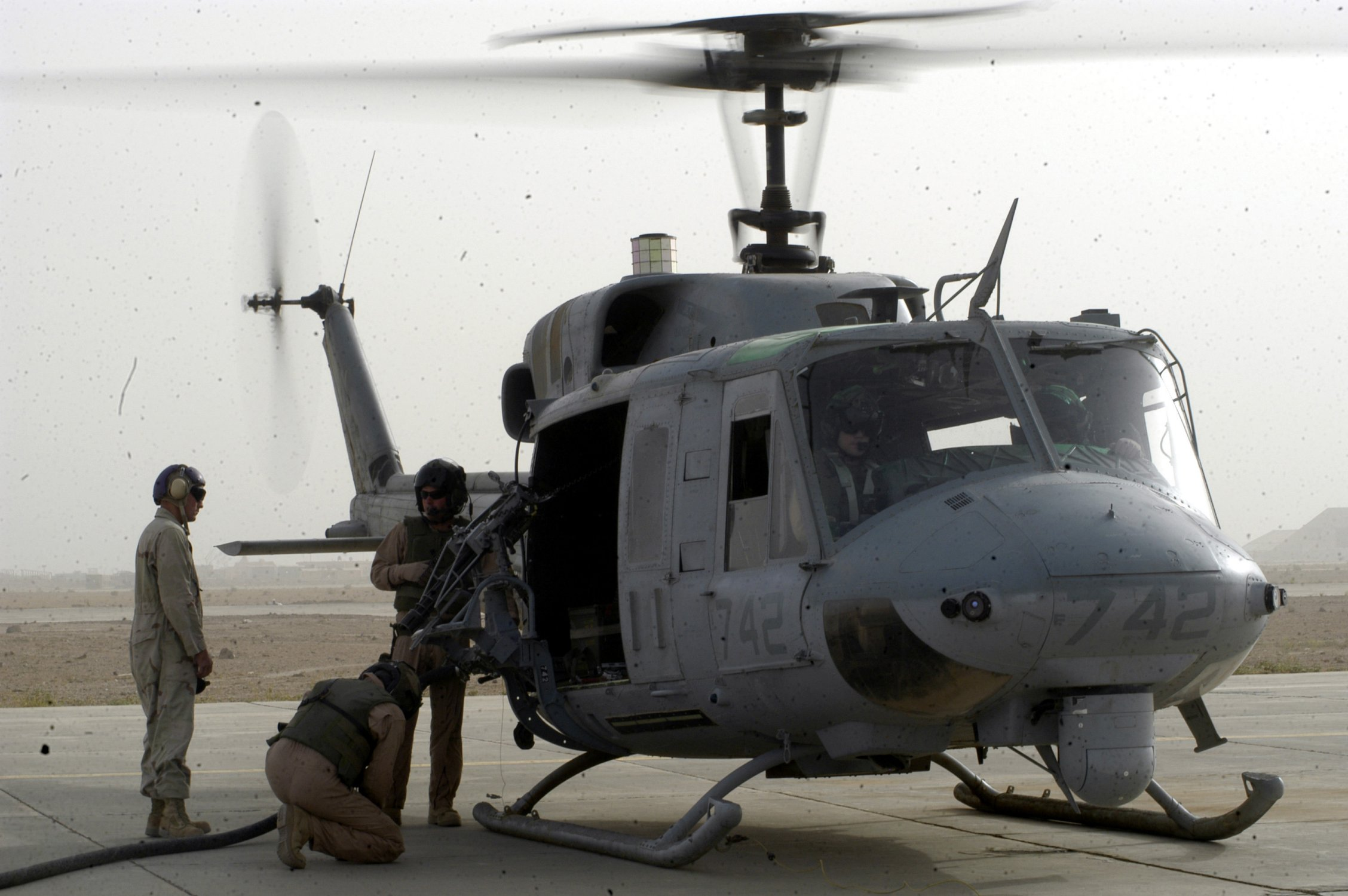
Un grupo de Marines estadounidenses operando un helicóptero UH-1N.

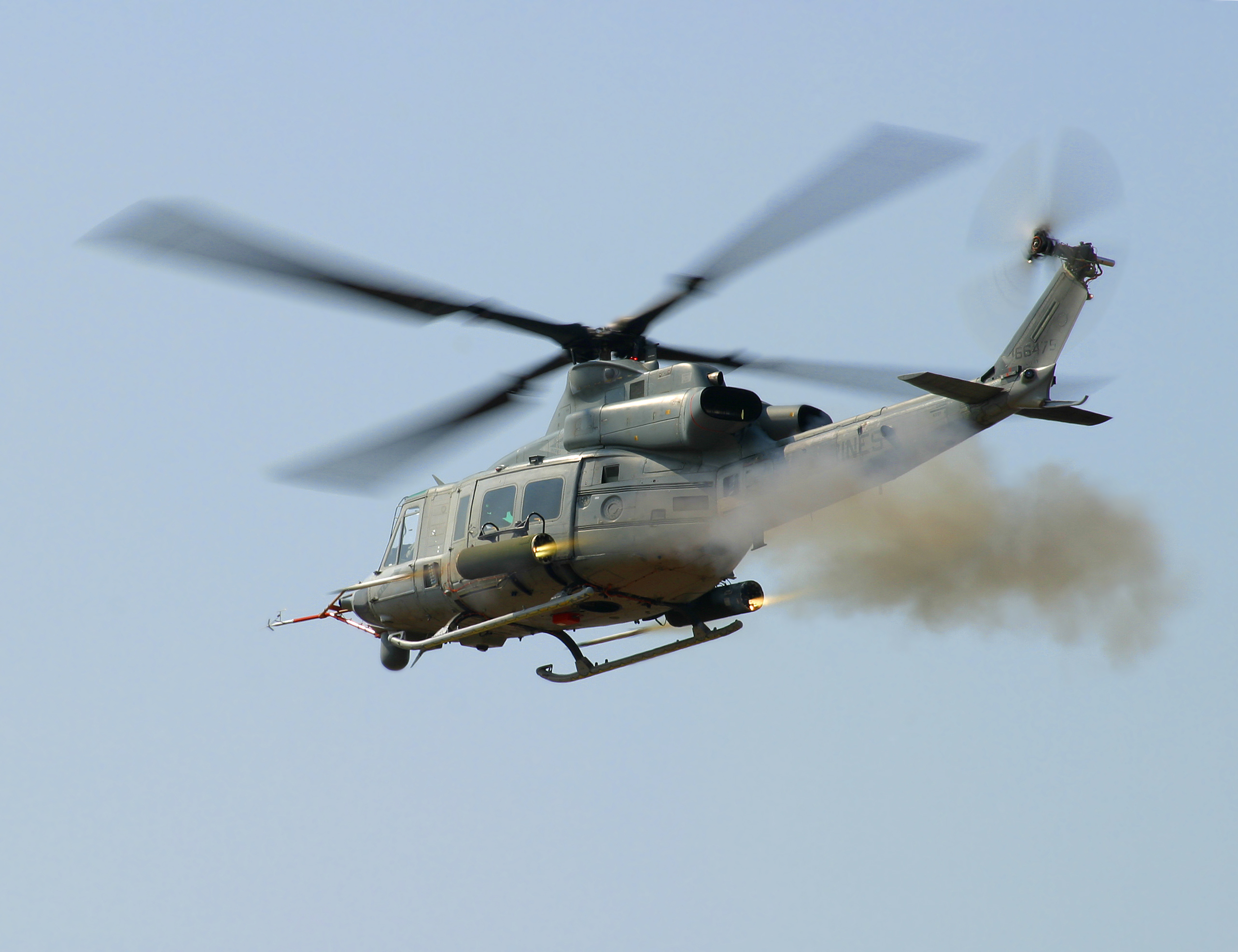
Un helicóptero del nuevo modelo Bell UH-1Y Venom disparando cohetes de 70 mm durante unas pruebas.

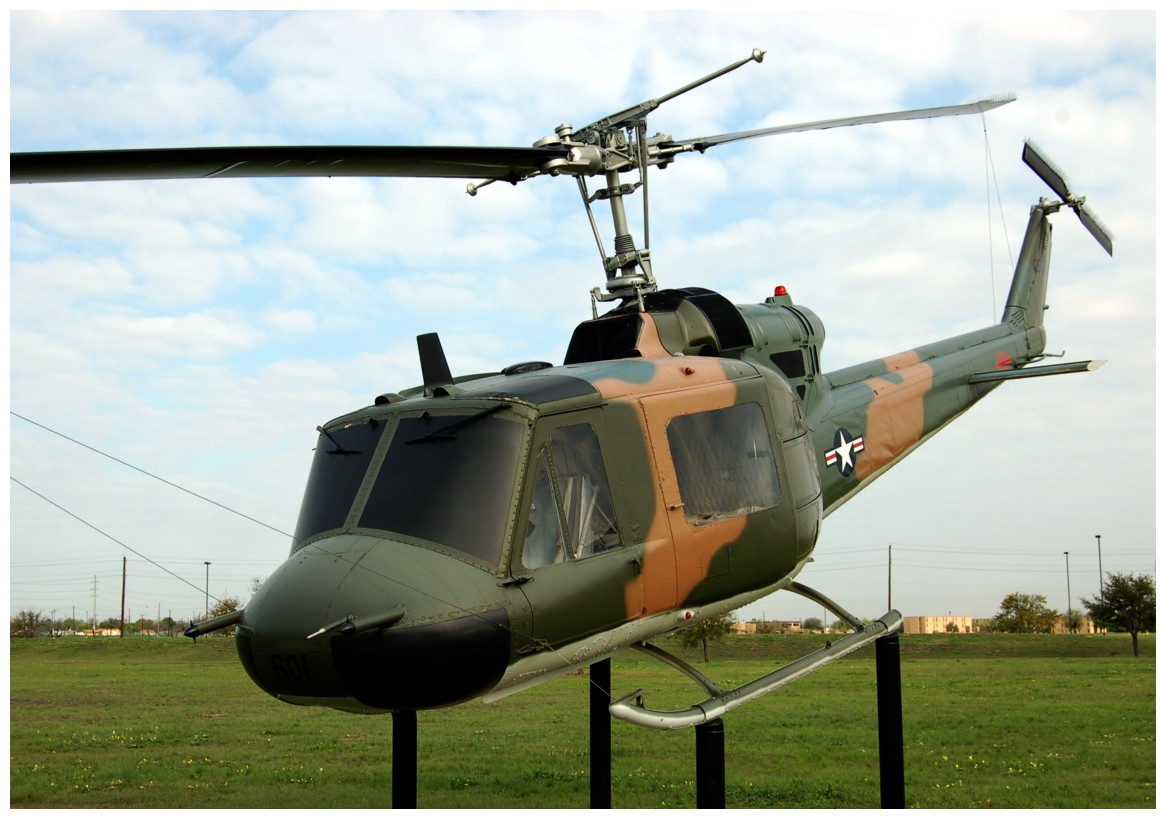
Un antiguo helicóptero UH-1B expuesto en la Base Aérea de Lackland, San Antonio, Texas.

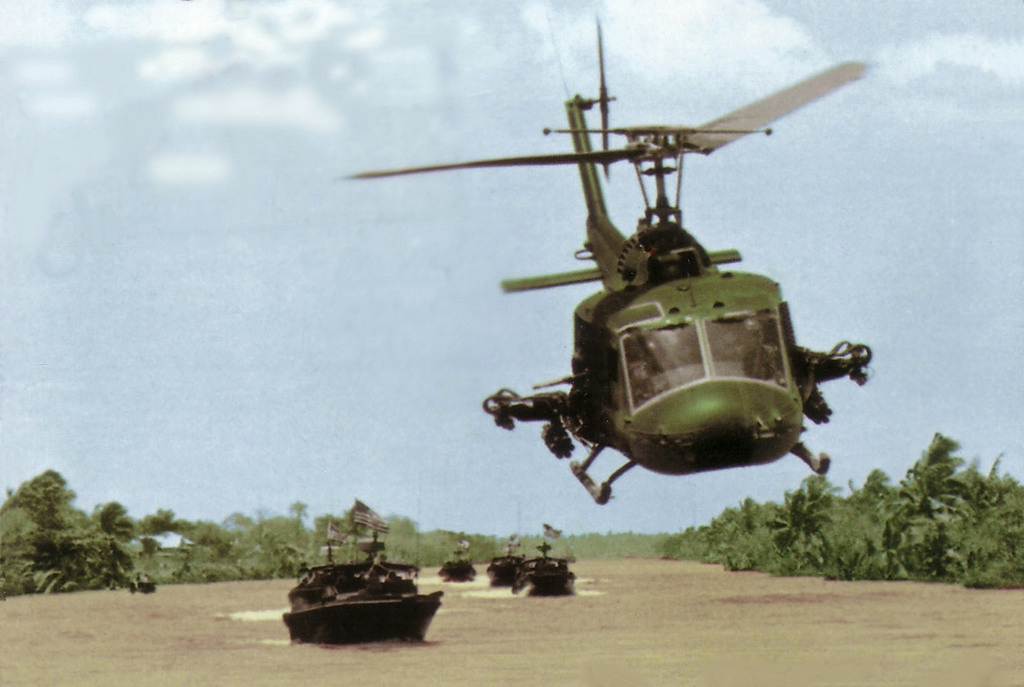
UH-1E de la Armada de los Estados Unidos en Vietnam alrededor de 1968.

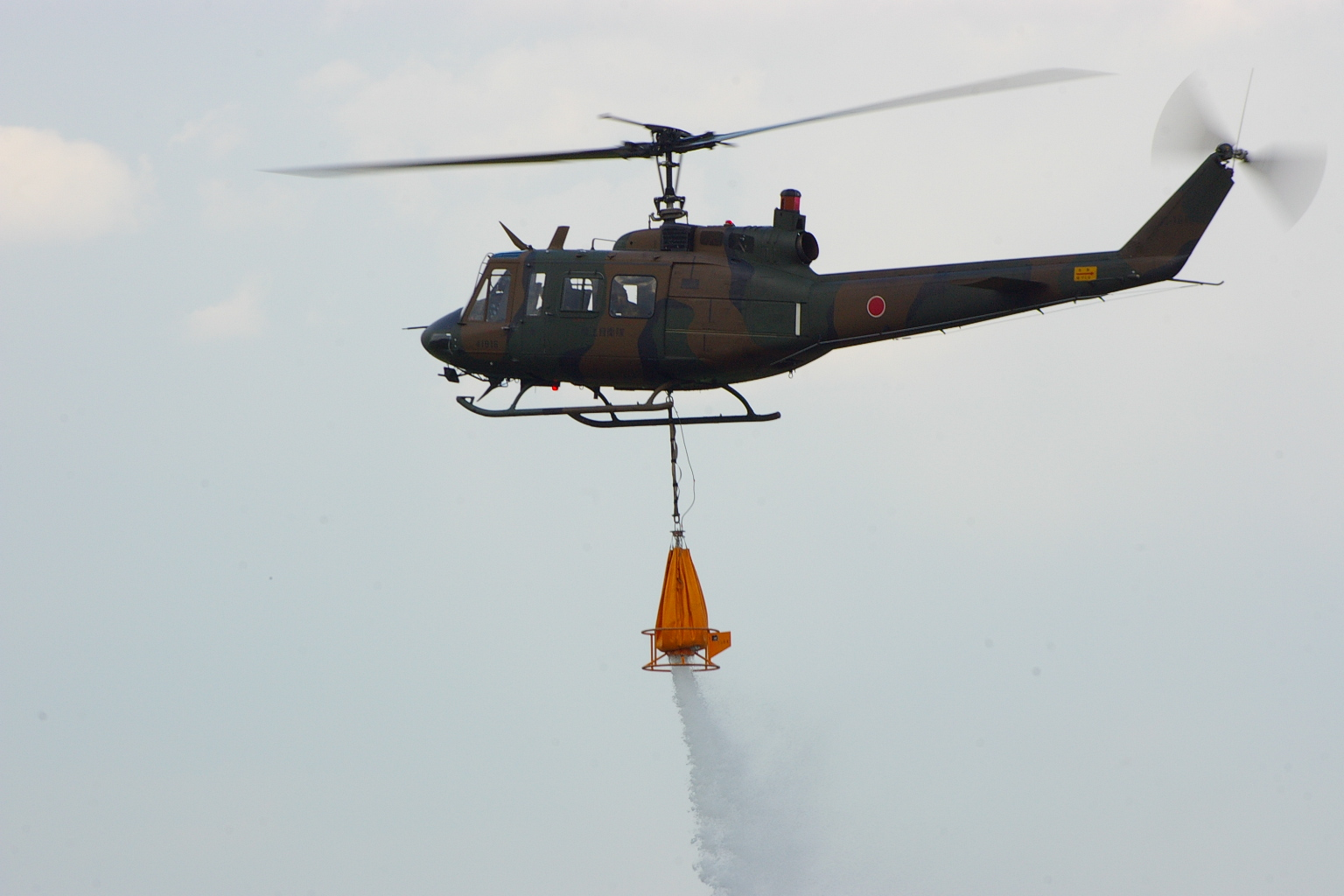
Un helicóptero UH-1J de la Fuerza Terrestre de Autodefensa de Japón realizando tareas contra incendios.

XH-40
El prototipo Bell 204 inicial. Fueron construidos 3 prototipos, equipados con el motor Lycoming XT-53-L-1 de 700 hp.
YH-40
6 aeronaves para evaluación como XH-40, con la cabina alargada 30 cm y otras modificaciones.
Bell 533
Un YH-40 reconstruido para pruebas de vuelo con motor turbofán y alas.
HU-1A
Primer modelo 204 en producción, redesignado como UH-1A en 1962. 182 construidos.
TH-1A
UH-1A con controles duales e instrumentos para vuelo sin visibilidad, 14 conversiones.
XH-1A
Un único UH-1A que fue redesignado para probar lanzagranadas en 1960.
HU-1B
HU-1A mejorado, varias mejoras externas y de rotor. Redesignado UH-1B en 1962. Fueron construidos 1014, más cuatro prototipos designados YUH-1B.
NUH-1B
Un único helicóptero de pruebas, número de serie 64-18261.
UH-1C
UH-1B con el motor mejorado más el rotor y palas modificados para mejorar el rendimiento como helicóptero artillado.
YUH-1D
Siete prototipos de preproducción del UH-1D.
UH-1D
Primer modelo Bell 205 en producción (versión con fuselaje alargado del 204). Destinado a transporte de tropas para reemplazar al CH-34 en servicio del Ejército. 2008 construidos, más tarde muchos fueron convertidos al estándar UH-1H.
HH-1D
Variante del UH-1D del Ejército para rescate en accidentes.
UH-1E
UH-1B/C para el Cuerpo de Marines con diferente aviónica y equipamiento. 192 construidos.
NUH-1E
UH-1E configurado para pruebas.
TH-1E
UH-1C configurado para entrenamiento en el Cuerpo de Marines. 20 construidos en 1965.
UH-1F
UH-1B/C para la Fuerza Aérea con motor General Electric T-58-GE-3 de 1325 hp. 120 construidos.
TH-1F
De aprendizaje instrumental y entrenamiento para rescate, basado en el UH-1F, para la Fuerza Aérea. 26 construidos.
UH-1G
UH-1D/H artillados operados por las Fuerzas Armadas de Camboya, que localmente recibieron la designación UH-1G.
UH-1H
UH-1D mejorados con un motor Lycoming T53-L-13 de 1400 hp. 5435 construidos.
CUH-1H
Designación de las Fuerzas Canadienses para el helicóptero de transporte utilitario UH-1H. Redesignado posteriormente CH-118. 10 construidos.
EH-1H
22 helicópteros convertidos con la instalación de un interceptor radio AN/ARQ-33 y equipamiento de guerra electrónica para el Proyecto Quick Fix.
HH-1H
Variante SAR para la Fuerza Aérea con cabrestante de rescate. 30 construidos.
JUH-1
5 UH-1H convertidos a la configuración de vigilancia en campo de batalla SOTAS con un radar montado en la parte inferior.
TH-1H
UH-1H modificados recientemente para entrenamiento de vuelo básico en helicóptero por la Fuerza Aérea.
UH-1J
Una versión mejorada del UH-1H fabricada bajo licencia en Japón por Fuji Heavy Industries, que localmente recibió la designación UH-1J. Entre sus mejoras destacan el motor turboeje Allison T53-L-703 de 1343 kW (1800 hp), un sistema reductor de vibraciones, contramedidas de infrarrojos, y cabina compatible con visión nocturna.
HH-1K
Variante del Model 204 construida para propósito SAR por la Armada de los Estados Unidos con aviónica y equipamiento específicos de la Armada. 27 construidos.
TH-1L
Helicóptero de entrenamiento para vuelo basado en el HH-1K para la Armada. Fueron construidos 45 ejemplares.
UH-1L
Variante utilitaria del TH-1L. Fueron construidos 8 ejemplares.
UH-1M
UH-1C artillado actualizado con motor Lycoming T53-L-13 de 1400 hp.
UH-1N
Primer modelo Bell 212 en producción, el Bell Huey bimotor.
UH-1P
Variante del UH-1F de la Fuerza Aérea para operaciones especiales y de ataque usado solo por el 20.º Escuadrón de Operaciones Especiales, los "Green Hornets".
UH-1U
Un único prototipo  destinado a aeronave de contramedidas electrónicas contra morteros y baterías. Estrellado en la Base Aérea Edwards durante unas pruebas.
UH-1V
Versión de recate y evacuación médica por aire para el Ejército.
EH-1X
10 UH-1H de guerra electrónica convertidos bajo el proyecto "Quick Fix IIA".
UH-1Y Venom
Variante actualizada desarrollada a partir de los modelos más actuales del UH-1N, con énfasis adicional en la compatibilidad con el AH-1Z Viper. Realizó su primer vuelo en el año 2001.
UH-1/T700 Ultra Huey
Versión comercial actualizada, provista con el motor turboeje General Electric T700-GE-701C de 1400 kW (1900 hp).
Nota: En servicio estadounidense las designaciones de modelo G, J, Q, R, S, T, W y Z fueron usadas por el AH-1 porque el UH-1 y el AH-1 están considerados miembros de la misma serie H-1. Las Fuerzas Armadas no usan las letras O (Oscar) e I (India) para designaciones de aeronaves para evitar confusiones con el "1" y el "0" respectivamente.

### Variantes para otras fuerzas armadas

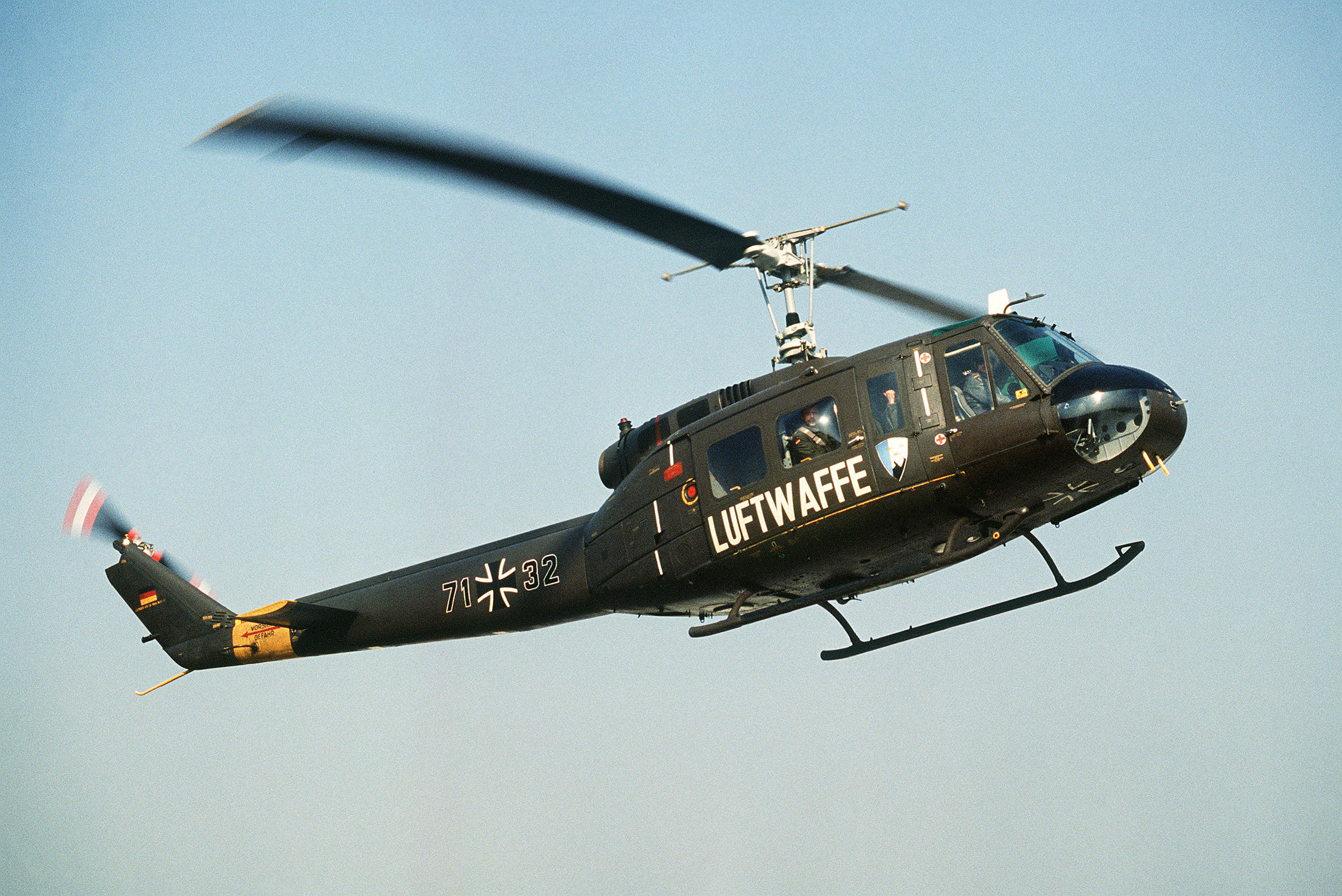
Un Dornier UH-1D de la Luftwaffe.

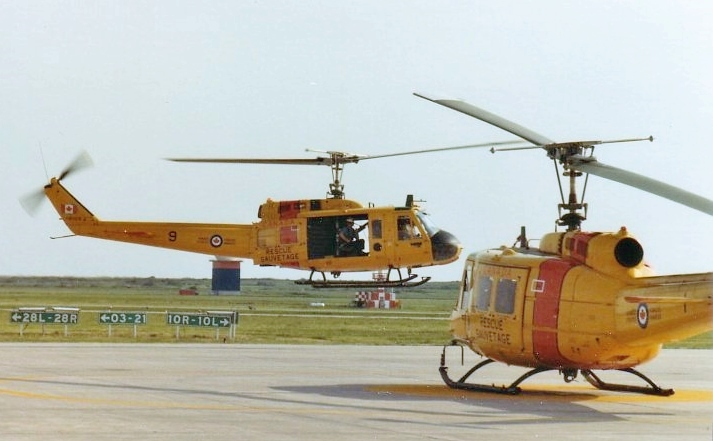
Helicópteros CH-118 canadienses en la Base de Rescate Moose Jaw, 1982.

Bell 204
Designación comercial de la compañía Bell Helicopter desde los prototipos XH-40 e YH-40 hasta los modelos en producción UH-1A, UH-1B, UH-1C, UH-1E, UH-1F, HH-1K, UH-1L, UH-1P y UH-1M.
Agusta-Bell AB 204
Helicóptero militar de transporte utilitario. Construido bajo licencia en Italia por Agusta.
Agusta-Bell AB 204AS
Versión de guerra antisubmarina y antibuque del helicóptero AB 204.
Fuji-Bell 204B-2
Helicóptero militar de transporte utilitario. Construido bajo licencia en Japón por Fuji Heavy Industries. Usado por la Fuerza Terrestre de Autodefensa de Japón con el nombre de Hiyodori.
Bell 205
Designación comercial de la compañía Bell Helicopter de los modelos UH-1D y UH-1H.
Bell 205A-1
Versión militar de transporte utilitario, primera versión basada en el UH-1H.
Bell 205A-1A
Como el 205A-1, pero con puntos fuertes de armamento y aviónica militar. Producido específicamente para Israel.
Agusta-Bell 205
Helicóptero militar de transporte utilitario. Construido bajo licencia en Italia por Agusta.
AIDC UH-1H
Helicóptero militar de transporte utilitario. Construido bajo licencia en la República de China por Aerospace Industrial Development Corporation.
Dornier UH-1D
Helicóptero militar de transporte utilitario. Construido bajo licencia en Alemania por Dornier Flugzeugwerke.
Fuji-Bell 205A-1
Helicóptero militar de transporte utilitario. Construido bajo licencia en Japón por Fuji Heavy Industries. Usado por la Fuerza Terrestre de Autodefensa de Japón bajo la designación HU-1H.
Bell Huey II
UH-1H modificado y con nuevo motor, mejorando significativamente su rendimiento y su coste de mantenimiento. En la actualidad ofrecido por Bell a todos los usuarios militares actuales del Huey.
Bell 212
Designación comercial de la compañía Bell Helicopter del modelo UH-1N.
Agusta-Bell AB 212
Versión de transporte utilitario para uso civil o militar. Construidos bajo licencia en Italia por Agusta.
Agusta-Bell AB 212EW
Versión de guerra electrónica para Turquía.
Agusta-Bell AB 212ASW
Versión de guerra antisubmarina y guerra antisuperficie del helicóptero AB 212. Operado por la Marina de Italia, la Marina de Grecia y la Marina de la República Islámica de Irán.
CH-135 Twin Huey
Versión canadiense del helicóptero de transporte utilitario UH-1N.
CUH-1N Twin Huey
Designación original de las Fuerzas Canadienses para el CH-135.

## Operadores
A continuación sólo se muestran los operadores de las variantes militares del Bell 204 y 205 (monomotor). Para ver los operadores de las variantes del Bell 212 (bimotor), véase Bell UH-1N Iroquois.
| En azul, países que son o han sido operadores del UH-1. |
| - Alemania - Heer: UH-1D. - Luftwaffe: UH-1D. - Argentina - Ejército Argentino: opera más de 40 aeronaves, la mayoría llevada al Huey II. - Ejército Argentino: UH-1H y Huey II. - Australia - Marina Real Australiana: UH-1B (retirado). - Ejército Australiano: UH-1H. - Real Fuerza Aérea Australiana (ex operador). - Bolivia - Fuerza Aérea Boliviana: UH-1H. - Brasil - Fuerza Aérea Brasileña: UH-1H. - Gobierno de Río de Janeiro: Huey II. - Canadá (ex operador) - Fuerzas Canadienses: CH-118 (retirado a mediados de los 90). - Chile - Fuerza Aérea de Chile: 15 UH-1H. - Colombia - Ejército Nacional: UH-1H. - Fuerza Aérea Colombiana: Bell 205, UH-1B, UH-1D, UH-1H y UH-1P. - Policía Nacional de Colombia: UH-1H Huey II. - El Salvador - Fuerza Aérea Salvadoreña: UH-1H y UH-1M. - España - Ejército del Aire de España: AB 205 (retirado en 1993) - Ejército de Tierra de España: UH-1H (retirado en 2018). - Armada de España: AB 204B ASW (retirado en 1979), AB 212 ASW (en servicio desde 1974). - Estados Unidos - Armada de los Estados Unidos: HH-1K y UH-1L. - Cuerpo de Marines de los Estados Unidos: UH-1E (retirado). - Ejército de los Estados Unidos. - Fuerza Aérea de los Estados Unidos: UH-1F y UH-1P. - Guardia Nacional (ex operador) - Filipinas - Fuerza Aérea de Filipinas: Bell 205 y UH-1H. - Grecia - Fuerza Aérea Griega: AB 205. - Ejército Griego. - Guatemala - Ejército de Guatemala. - Honduras - Fuerza Aérea de Honduras: UH-1H. - Italia - Ejército Italiano: AB 205. - Japón - Fuerza Terrestre de Autodefensa de Japón: Fuji-Bell 204 (retirado), Fuji-Bell 205 (UH-1H) y UH-1J. - México - Fuerza Aérea Mexicana: Bell 205. - Nueva Zelanda - Real Fuerza Aérea de Nueva Zelanda: UH-1H. - Panamá - Servicio Nacional Aeronaval: 6 UH-1H. - República Dominicana - Fuerza Aérea Dominicana: Bell 205, UH-1H y UH-1H Huey II. - Macedonia del Norte - Fuerza Aérea de Macedonia: UH-1H. - Suecia (ex operador) - Fuerza Aérea Sueca: AB 204 (retirado). - Tailandia - Real Fuerza Aérea Tailandesa: UH-1H. - Ejército Real Tailandés: UH-1H. - Policía Real Tailandesa. - Turquía - Armada Turca: AB 204 (retirado). - Ejército Turco: AB 205, UH-1D y UH-1H. - Fuerza Aérea Turca: UH-1H. - Gendarmería Turca: AB 205. - Uruguay - Fuerza Aérea Uruguaya: UH-1B (retirado en 2002) y UH-1H. |

## Accidentes
- El 16 de enero de 2021, un helicóptero Bell UH-1H Huey de la Fuerza Aérea de Filipinas (PAF), que se dirigía a entregar suministros en una zona montañosa, se estrelló en circunstancias desconocidas. Según un informe policial, el helicóptero, número de registro 517, se estrelló en Barangas Bulonay, en Impasugong, Bukidnon, alrededor de las 2:22 pm. Los primeros informes indican que 6 personas murieron en el accidente.[52]

## Especificaciones (UH-1H)
Referencia datos: Helis.com

### Características generales
- Tripulación: Dos
- Capacidad: 14 pasajeros
- Carga: 1200 kg (2644,8 lb)
- Longitud: 17,4 m (57 ft)
- Diámetro rotor principal: 14,7 m (48,2 ft)
- Altura: 4,4 m (14,5 ft)
- Área circular: 145 m² (1560,8 ft²)
- Peso vacío: 2222 kg (4897,3 lb)
- Peso útil: 1633 kg (3599,1 lb)
- Peso máximo al despegue: 3855 kg (8496,4 lb)
- Planta motriz: 1× turboeje Lycoming T53-L-13.
  - Potencia: 1400 kW (1930 HP; 1904 CV)

### Rendimiento
- Velocidad máxima operativa (Vno): 238 km/h (148 MPH; 129 kt)
- Velocidad crucero (Vc): 209 km/h (130 MPH; 113 kt)
- Alcance: 418 km (226 nmi; 260 mi)
- Techo de vuelo: 5910 m (19 390 ft)

## Aeronaves relacionadas

### Desarrollos relacionados

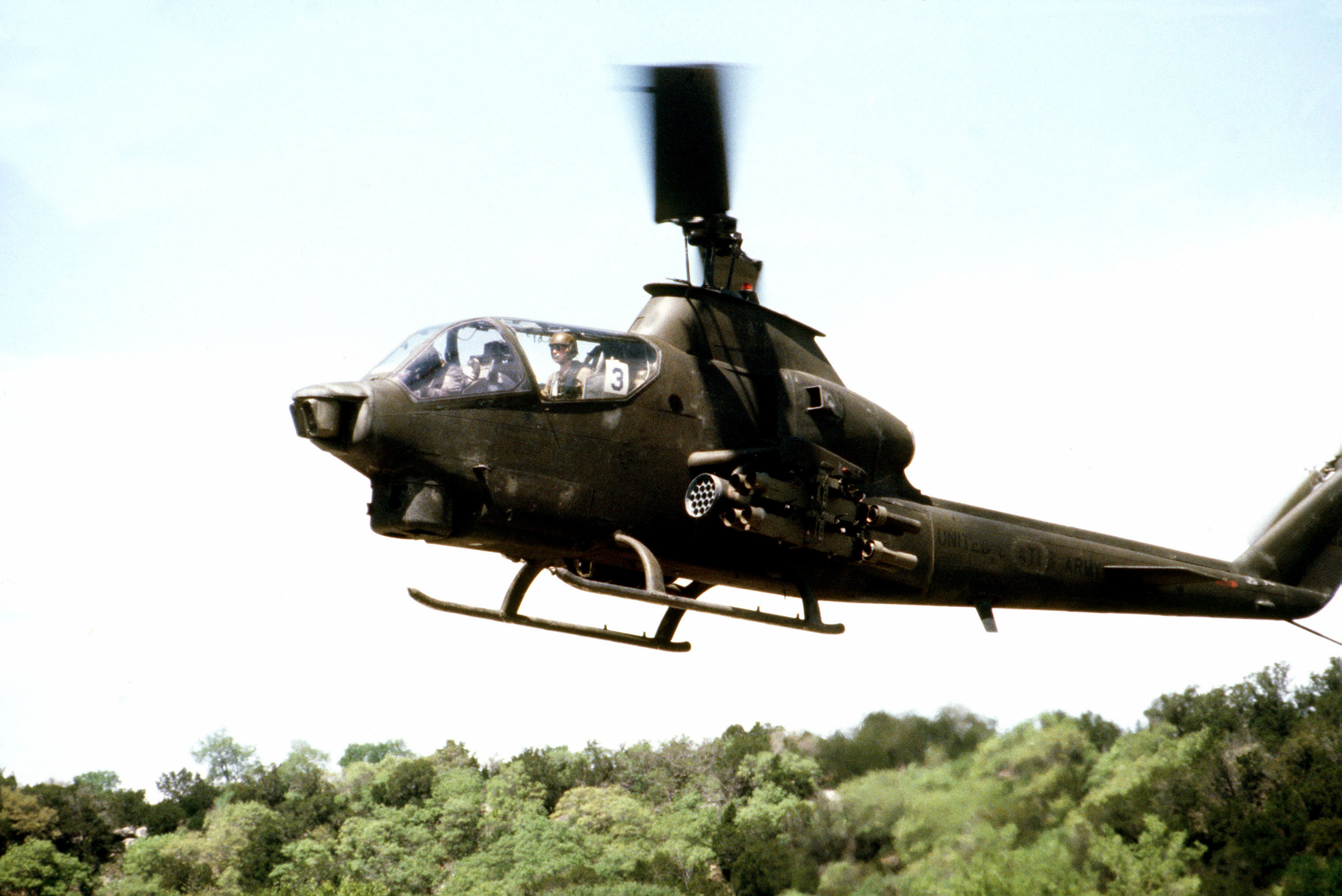
El AH-1 Cobra es un helicóptero de ataque diseñado a partir del UH-1 Iroquois, fue considerado de la misma serie H-1 y sus variantes tienen las designaciones que le faltan al Iroquois: G, J, Q, R, S, T, W y Z.

- Bell UH-1N Iroquois: Versión bimotor del UH-1.
- Bell UH-1Y Venom: Actualización del UH-1N.
- Bell AH-1 Cobra: Helicóptero de ataque derivado del UH-1 (Serie H-1).
- Bell AH-1 SuperCobra: Versión bimotor del AH-1 Cobra.
- Bell AH-1Z Viper: Actualización del AH-1 SuperCobra.
- Bell 204/205: Versión comercial del UH-1.
- Bell 212: Versión comercial del UH-1N.
- Bell 214: Modelo derivado del UH-1.
- Bell 412: Versión mejorada del Bell 212.
- Bell 533: Helicóptero experimental desarrollado a partir del UH-1.

### Aeronaves similares
- Sikorsky S-59

### Secuencias de designación
- Secuencia Numérica (interna de Bell): ← 208 - 209 - 210 - 211 - 212 - 214/214ST - 222 →
- Secuencia H-_ (Helicópteros de la USAF, 1948-1962): ← H-35 - H-37 - H-39 - H-40 - H-41 - H-42 - H-43
- Secuencia HU-_ (Helicópteros Utilitarios del Ejército estadounidense, 1956-1962): HU-1
- Secuencia _H-_ (Helicópteros estadounidenses, 1962-presente): ← CH-46/HH-46/UH-46 - CH-47 - UH-48 - XH-49 - QH-50 - XH-51 →
- Secuencia H-_ (Helicópteros estadounidenses, redesignación de 1962 con números antiguos): H-1 (UH-1/N/Y, AH-1/J/T/W/Z) - H-2/G/Tomahawk - H-3 (SH-3, CH-3/HH-3) - H-4 →
- Secuencia C_-_ (Aeronaves de las Fuerzas Canadienses, 1968-presente): ← CC-115 - CF-116 - CC-117 - CH-118 - CO-119 - CO-119(2) - CT-120 -- CC-132 - CT-133 - CT-134 - CH-135 - CH-136 - CC-137 - CC-138 →
- Secuencia Z._ (Helicópteros del Ejército del Aire español, 1954-1978): ← Z.7/B/A - Z.8 - Z.9 - Z.10/B - Z.11 - Z.12 - Z.13 →
- Secuencia H._ (Helicópteros del Ejército del Aire español, 1978-presente): ← HE.7/B/A - HU.8 - HS.9 - HD/HU.10/B - HD.11 - HR.12 - HS.13 →